# Lịch sử hành chính Đồng Tháp
Đồng Tháp là một tỉnh thuộc Đồng bằng sông Cửu Long, Việt Nam.

## Địa lý
Tỉnh Đồng Tháp có vị trí địa lý:
- Phía bắc giáp tỉnh Long An.
- Phía nam giáp thành phố Cần Thơ và tỉnh An Giang.
- Phía đông giáp các tỉnh Tiền Giang và Vĩnh Long.
- Phía tây giáp tỉnh Prey Veng của Vương quốc Campuchia.

## Giai đoạn 1954 - 1975

### Về phíaQuốc gia Việt NamvàViệt Nam Cộng hòa

#### TỉnhPhong Thạnh- TỉnhKiến Phong
Ngày 17 tháng 2 năm 1956, Tổng thống Việt Nam Cộng hòa ban hành Sắc lệnh số 22-NV. Theo đó, nay thành lập một tỉnh lấy tên là tỉnh Phong Thạnh. Tỉnh Phong Thạnh, gồm: địa phận quận Hồng Ngự, cù lao Long Khánh, cù lao Cái Vung và cù lao Tây (thuộc tỉnh Châu Đốc); địa phận quận Phong Thạnh Thượng và tổng An Bình (thuộc tỉnh Long Xuyên); địa phận Cao Lãnh (thuộc tỉnh Sadec) trừ phần đất ở phía Đông Bắc Kinh Vĩnh Hạ – Mỹ Tho và kinh số 4 nối dài (sáp nhập vào tỉnh Mộc Hóa); phần đất tỉnh Mỹ Tho ở phía tây một đường ranh giới định như sau: Kinh số 4 tới Vàm Kinh Tổng Đốc Lộc và Kinh Tổng Đốc Lộc tới Mỹ Hiệp. Trụ sở tỉnh Phong Thạnh đặt tại Cao Lãnh.
Ngày 22 tháng 10 năm 1956, Tổng thống Việt Nam Cộng hòa ban hành Sắc lệnh số 143-NV. Theo đó, tỉnh Kiến Phong (tỉnh lỵ Cao Lãnh). Tên cũ: Phong Thạnh.
Ngày 4 tháng 6 năm 1957, Bộ trưởng Nội vụ Việt Nam Cộng hòa ban hành Nghị định số 179-BNV/HC/NĐ. Theo đó, xã Tân Thành thuộc quận Hồng Ngự tỉnh Kiến Phong được chia làm 2 xã: xã Thông Bình và xã Tân Thành.
Ngày 11 tháng 12 năm 1957, Bộ trưởng Nội vụ Việt Nam Cộng hòa ban hành Nghị định số 356-BNV/HC/NĐ. Theo đó, tỉnh Kiến Phong (tỉnh lỵ Cao Lãnh), gồm các đơn vị hành chánh kể dưới đây:
| Đơn vị hành chính của tỉnh Kiến Phong | Đơn vị hành chính của tỉnh Kiến Phong | Đơn vị hành chính của tỉnh Kiến Phong |
| STT                                   | Quận                                  | Tổng, xã |
| ------------------------------------- | ------------------------------------- | --- |
| 1                                     | Cao Lãnh (quận lỵ Mỹ Trà)             | - Tổng An Tịnh, gồm các xã: Hòa An, Tân Tịch, Tịnh Thới, Tân Thuận Đông, Tân Thuận Tây. - Tổng Phong Thạnh, gồm các xã: An Bình, Mỹ Ngãi, Mỹ Trà, Nhị Mỹ, Phong Mỹ, Tân An, Thiện Mỹ (xã mới lập). - Tổng Phong Nẫm, gồm các xã: Bình Thành, Bình Hàng Trung, Bình Hàng Tây, Long Hiệp (Mỹ Hiệp và Mỹ Long cũ kể cả cù lao Linh và Hạt), Mỹ Thọ, Mỹ Xương, Mỹ Hội. |
| 2                                     | Mỹ An (quận lỵ Mỹ An)                 | - Tổng Mỹ An, gồm các xã: Mỹ An, Mỹ Hòa (xã mới lập), Mỹ Quí (xã Cái Bèo cũ), Thạnh Mỹ (Mỹ Trung và Mỹ Lợi cũ), Thạnh Lợi. |
| 3                                     | Thanh Bình (quận lỵ Tân Phú)          | - Tổng Phong Thạnh Thượng, gồm các xã: An Phong, Bình Thành, Phú Thành, Tân Phú, Tân Thạnh. |
| 4                                     | Hồng Ngự (quận lỵ An Bình)            | - Tổng An Phước, gồm các xã: An Bình, Long Khánh, Tân Hội, Thường Lạc, Thường Phước, Thường Thời. - Tổng Long Phú, gồm các xã: An Long, Long Thuận, Phú Thuận, Tân Long, Tân Quới. - Tổng Tân Bình, gồm các xã: Tân Thành, Thông Bình, Bình Thạnh. |
| Tổng cộng: 4 quận, 7 tổng, 43 xã.     |                                       | |

Ngày 18 tháng 12 năm 1958, Tổng thống Việt Nam Cộng hòa ban hành Sắc lệnh số 567-NV. Theo đó, ranh giới giữa hai tỉnh Kiến Phong và Kiến Tường được sửa đổi lại như sau: Từ điểm A theo ranh cũ của xã Hưng Điền, quận Tuyên Bình, tỉnh Kiến Tường đến điểm B; Từ điểm B theo ranh cũ giữa hai tỉnh Kiến Phong và Kiến Tường tới điểm C là giao độ ranh giới giữa hai tổng Tân Bình, quận Hồng Ngự và Phong Thạnh Thượng, quận Thanh Bình, tỉnh Kiến Phong; Từ điểm C vạch thẳng một đường song song, cách hai cây số, với kinh Phước Xuyên tới điểm D gặp ranh cũ giữa hai tỉnh Kiến Phong và Kiến Tường.
Ngày 19 tháng 4 năm 1960, Tổng thống Việt Nam Cộng hòa ban hành Nghị định số 326-NV. Theo đó, sáp nhập vào quận Thanh Bình, tỉnh Kiến Phong, 3 xã Long An, Tân Quới và Tân Long nguyên thuộc tổng Long Phú, quận Hồng Ngự cùng tỉnh. Quận lỵ quận Thanh Bình nay dời về xã An Phong.
Ngày 21 tháng 7 năm 1960, Tổng thống Việt Nam Cộng hòa ban hành Nghị định số 876-BNV/NC8/NĐ. Theo đó, tỉnh Kiến Phong (tỉnh lỵ Cao Lãnh) gồm các đơn vị hành chánh kể dưới đây:
| Đơn vị hành chánh của tỉnh Kiến Phong | Đơn vị hành chánh của tỉnh Kiến Phong | Đơn vị hành chánh của tỉnh Kiến Phong |
| STT                                   | Quận                                  | Tổng, xã |
| ------------------------------------- | ------------------------------------- | --- |
| 1                                     | Cao Lãnh (quận lỵ Mỹ Trà)             | - Tổng An Tịnh gồm các xã: An Bình, Mỹ Trà, Mỹ Thọ, Nhị Mỹ, Thiện Mỹ. - Tổng Phong Thạnh gồm các xã: Hòa An, Mỹ Ngãi, Phong Mỹ, Tân An, Tân Thuận Đông, Tân Thuận Tây, Tịnh Thới, Tân Tịch. - Tổng Phong Nẫm gồm các xã: Bình Hàng Trung, Bình Hàng Tây, Bình Thạnh, Long Hiệp, Mỹ Hội, Mỹ Xương. |
| 2                                     | Hồng Ngự (quận lỵ An Bình)            | - Tổng Hồng Ân (trước là An Phước) gồm các xã: Thường Phước, Thường Lạc, Thường Thới. - Tổng Hồng Phước (trước là Long Phú) gồm các xã: Thông Bình, Tân Thành. - Tổng Hồng Quang (trước là Tân Bình) gồm các xã: An Bình, Bình Thạnh, Long Thuận, Long Khánh, Phú Thuận, Tân Hội.                 |
| 3                                     | Thanh Bình (quận lỵ An Phong)         | - Tổng Thanh Liêm (trước là Phong Thạnh Thượng) gồm các xã: An Phong, Phú Thành, An Long, Tân Quới, Tân Long (ba xã này trước thuộc tổng Long Phú, quận Hồng Ngự) - Tổng Thanh Khiết (trước là Phong Thạnh Thượng) gồm các xã Bình Thành, Tân Phú, Tân Thạnh.                                     |
| 4                                     | Mỹ An (quận lỵ Mỹ An)                 | - Tổng Mỹ Đức (trước là Mỹ An) gồm các xã Mỹ An, Mỹ Quí, Thạnh Mỹ. - Tổng Mỹ Phước (trước là Mỹ An) gồm các xã Mỹ Hòa, Thạnh Lợi. |
| Tổng cộng: 4 quận, 10 tổng, 43 xã.    |                                       | |

Ngày 13 tháng 7 năm 1961, Tổng thống Việt Nam Cộng hòa ban hành Nghị định số 667-NV. Theo đó, thành lập tại tỉnh Kiến Phong một quận mới lấy tên là quận Kiến Văn, quận lỵ đặt tại xã Bình Hàng Trung. Địa giới quận Kiến Văn gồm có tổng Phong Nẫm (trước thuộc quận Cao Lãnh) với 7 xã: Bình Hàng Trung, Bình Hàng Tây, Bình Thành, Long Hiệp, Mỹ Hội, Mỹ Xương, Mỹ Thọ (xã này trước tổng An Tịnh, quận Cao Lãnh).
Ngày 8 tháng 11 năm 1962, Tổng thống Việt Nam Cộng hòa ban hành Nghị định số 1189-NV. Theo đó, tái lập xã Tân Huề tại cù lao Tây tỉnh Kiến Phong. Xã Tân Huề đặt thuộc tổng Thanh Liêm, quận Thanh Bình, tỉnh Kiến Phong. Địa giới 3 xã Tân Long, Tân Quới và Tân Huề được định lại.
Ngày 7 tháng 2 năm 1963, Tổng thống Việt Nam Cộng hòa ban hành Nghị định số 123-NV. Theo đó, thành lập tại quận Kiến Văn, tỉnh Kiến Phong một tổng mới, lấy tên là tổng Hảo Điền. Các đơn vị hành chính quận Kiến Văn ấn định như sau: tổng Phong Nẫm gồm 4 xã: Bình Hàng Trung, Mỹ Tho, Mỹ Hội, Mỹ Xương; tổng Hảo Điền gồm 3 xã: Bình Hàng Tây, Bình Thành, Long Hiệp.
Ngày 19 tháng 7 năm 1963, Tổng thống Việt Nam Cộng hòa ban hành Nghị định số 586-NV. Theo đó, thành lập tại quận Thanh Bình, tỉnh Kiến Phong, một tổng mới lấy tên là tổng Vĩnh Kiến. Địa phận tổng Vĩnh Kiến gồm 3 xã: An Phong, Phú Thành và An Long.
Ngày 24 tháng 4 năm 1964, Tổng trưởng Nội vụ Việt Nam Cộng hòa ban hành Nghị định số 480-BNV/NC. Theo đó, chia xã Mỹ An thuộc tổng Mỹ Đức quận Mỹ An tỉnh Kiến Phong thành hai xã Mỹ An và Mỹ Đa.
Ngày 8 tháng 8 năm 1967, Chủ tịch Ủy ban Hành pháp Trung ương Việt Nam Cộng hòa ban hành Nghị định số 1940-NĐ/ĐUHC. Theo đó, dời quận lỵ Cao Lãnh thuộc tỉnh Kiến Phong từ xã Mỹ Trà đến xã An Bình.
Ngày 16 tháng 6 năm 1969, Thủ tướng Chính phủ Việt Nam Cộng hòa ban hành Nghị định số 675-NĐ/NV. Theo đó, thành lập tại tỉnh Kiến Phong một quận mới lấy tên là quận Đồng Tiến, quận lỵ đặt tại xã Phú Yên (nguyên là phần đất khu 4, kinh Đồng Tiến). Địa phận quận Đồng Tiến, gồm: xã An Long, nguyên thuộc tổng Vĩnh Kiến quận Thanh Bình tỉnh Kiến Phong (Phần đất của Khu 1 kinh Đồng Tiến); xã Phú Thành, nguyên thuộc tổng Vĩnh Kiến quận Thanh Bình tỉnh Kiến Phong (Phần đất của Khu 2 kinh Đồng Tiến); xã Phú Thọ, gồm phần đất của xã Tân Thạnh và xã Tân Phú thuộc quận Thanh Bình tỉnh Kiến Phong; xã Phú Yên, gồm phần đất của xã Tân Phú tổng Thanh Khiết quận Thanh Bình; xã Phú Cường, gồm phần đất của xã Bình Thành, quận Thanh Bình và xã Phong Mỹ quận Cao Lãnh cùng tỉnh; xã Phú Hưng, gồm 1 phần đất của vùng hậu bối xã Thiện Mỹ thuộc tổng An Tịnh quận Cao Lãnh tỉnh Kiến Phong; xã Phú Đức, gồm phần đất của xã Tân Phú quận Thanh Bình; xã Phú Hiệp, gồm một phần đất hậu bối xã Phú Thành thuộc tổng Vĩnh Kiên quận Thanh Bình tỉnh Kiến Phong.
Ngày 12 tháng 7 năm 1974, Thủ tướng Chính phủ Việt Nam Cộng hòa ban hành Sắc lệnh số 162-SL/NV. Theo đó, thành lập tại tỉnh Định Tường một quận mới, lấy tên là quận Hậu Mỹ. Quận lỵ đặt tại Hậu Mỹ. Địa phận quận Hậu Mỹ, gồm có: toàn thể xã Hậu Mỹ, quận Cái Bè, tỉnh Định Tường; một phần lãnh thổ các xã Mỹ Thiện, Mỹ Thành (quận Cái Bè), Mỹ Đức Tây (quận Giáo Đức), Thạnh Phú (quận Cai Lậy), tỉnh Định Tường; một phần lãnh thổ xã Trị Pháp, quận Kiến Bình, tỉnh Kiến Tường; một phần lãnh thổ xã Mỹ Đa, quận Mỹ An, tỉnh Kiến Phong.
Ngày 23 tháng 10 năm 1974, Tổng trưởng Nội vụ Việt Nam Cộng hòa ban hành Nghị định số 529-BNV/HC. Theo đó, thành lập một xã mới lấy tên là xã Phú Bình thuộc quận Đồng Tiến tỉnh Kiến Phong. Địa phận của xã Phú Bình do các phần đất của xã Phú Cường và Phú Đức tách ra. Xã Phú Bình được chia ra làm 2 ấp sau đây: ấp Hòa Phú và ấp Hòa Bình.

#### TỉnhVĩnh Long
Ngày 9 tháng 2 năm 1956, Tổng thống Việt Nam Cộng hòa ban hành Sắc lệnh số 16-NV. Theo đó, thành lập tạm thời một tỉnh lấy tên là tỉnh Tam Cần. Tỉnh Tam Cần, gồm có 4 quận kể dưới đây nhập lại: Tam Bình (thuộc tỉnh Vĩnh Long), Trà Ôn, Cầu Kè (thuộc tỉnh Cần Thơ), Tiểu Cần (thuộc tỉnh Trà Vinh). Trụ sở tỉnh đặt tại Cầu Kè.
Ngày 22 tháng 10 năm 1956, Tổng thống Việt Nam Cộng hòa ban hành Sắc lệnh số 143-NV. Theo đó, tỉnh Vĩnh Long (tỉnh lỵ Vĩnh Long). Tên cũ: Vĩnh Long + Sa Đéc.
Ngày 3 tháng 1 năm 1957, Bộ trưởng Nội vụ Việt Nam Cộng hòa ban hành Nghị định số 10-BNV/HC/NĐ về việc ấn định các đơn vị hành chánh tỉnh Vĩnh Long.
Ngày 8 tháng 10 năm 1957, Bộ Nội vụ Việt Nam Cộng hòa ban hành Nghị định số 308-BNV/HC/NĐ. Theo đó, tỉnh Vĩnh Long (tỉnh lỵ Vĩnh Long), gồm các đơn vị hành chánh kể sau đây:
| Đơn vị hành chánh của tỉnh Vĩnh Long | Đơn vị hành chánh của tỉnh Vĩnh Long     | Đơn vị hành chánh của tỉnh Vĩnh Long |
| STT                                  | Quận                                     | Tổng, xã |
| ------------------------------------ | ---------------------------------------- | --- |
| 1                                    | Châu Thành Vĩnh Long (quận ly Long Châu) | - Tổng Bình Long, gồm các xã: An Bình, Tân An, Tân Ngãi, Tân Hòa. - Tổng Bình An, gồm các xã: Tân Hạnh, Lộc Hòa, Phú Quới. - Tổng Long An, gồm các xã: Long Thạnh, Long Đức, Long Mỹ, Long Châu. - Tổng Phước An, gồm các xã: Phước Hậu, Long Hồ, An Đức. - Tổng An Mỹ Đông, gồm các xã: An Nhơn, Phú Hựu, An Phú Thuận, An Khánh.           |
| 2                                    | Chợ Lách (quận lỵ Sơn Định)              | - Tổng Bình Hưng, gồm các xã: Đồng Phú, Bình Hòa Phước, Phú Phụng. - Tổng Bình Xương, gồm các xã: Sơn Định, Vĩnh Bình, Tân Phong. - Tổng Minh Ngãi, gồm các xã: Long Thới, Hòa Nghĩa, Tân Thiềng. - Tổng Thanh Thiềng, gồm các xã: Chánh Hội, Nhơn Phú, An Phước, Tân Long Hội. - Tổng Bình Thiềng, gồm các xã: Mỹ An, Hòa Tịnh, Bình Phước. |
| 3                                    | Bình Minh (quận lỵ Mỹ Thuận)             | - Tổng An Trương, gồm các xã: Mỹ Thuận, Đông Thành (thêm xã Phù Ly cũ), Mỹ Hòa. - Tổng An Ninh, gồm các xã: Thạnh Lợi, Tân Quới, Tân Lược, Phong Hòa. - Tổng An Khương, gồm các xã: Vĩnh Thới, Tân Hòa Bình (Tân Hòa cũ). |
| 4                                    | Sa Đéc (quận lỵ Tân Vĩnh Hòa)            | - Tổng An Thạnh, gồm các xã: Tân Mỹ, Tân An Trung, Tân Khánh Tây, Tân Khánh, Tân Đông. - Tổng An Trung, gồm các xã: An Tịch, Tân Hiệp, Tân Xuân, Tân Nhuận Đông, Tân Vĩnh Hòa. - Tổng An Mỹ Tây, gồm các xã: Hòa Tân, Phú Long, Tân Phú Trung, Bình Tiên. - Tổng An Thới, gồm các xã: Long Thăng, Hòa Long, Hòa Thành, Tân Dương.            |
| 5                                    | Lấp Vò (quận lỵ Bình Thành Đông)         | - Tổng Phú Thượng, gồm các xã: Hội An Đông, Mỹ An Hưng, Bình Thành Đông (Bình Đông và một phần xã Tân Thạnh Trung), Bình Thành Trung (Tân Bình và một phần xã Tân Thạnh Trung), Bình Thành Tây, Định Yên. - Tổng Phong Thới, gồm các xã: Vĩnh Thạnh, Long Hưng, Long Hậu, Tân Thành, Tân Phước.                                              |
| Tổng cộng: 6 quận, 22 tổng, 81 xã.   |                                          | |

Ngày 10 tháng 3 năm 1961, Tổng thống Việt Nam Cộng hòa ban hành Nghị định số 279-NV. Theo đó, tái lập quận Cái Nhum tại tỉnh Vĩnh Long, quận lỵ đặt tại Cái Nhum. Địa giới quận Cái Nhum gồm có: tổng Thanh Thiềng (trước thuộc quận Chợ Lách), gồm các xã: Chánh Hội, Nhơn Phú, An Phước, Tân Long Hội và tổng Bình Thiềng gồm các xã: Mỹ An, Hòa Tịnh, Bình Phước (ba xã này trước thuộc quận Chợ Lách), Hòa Hiệp (gồm địa phận xã Hòa Hiệp, trước thuộc quận Tam Bình và một xẻo đất xã An Đức, quận Châu Thành, Vĩnh Long, nằm giữa các đường liên tỉnh số 7, hàng tỉnh số 33 và ranh xã Hòa Hiệp cũ).
Ngày 31 tháng 5 năm 1961, Tổng thống Việt Nam Cộng hòa ban hành Nghị định số 512-NV. Theo đó, quận Cái Nhum, tỉnh Vĩnh Long nay đổi tên là quận Minh Đức, quận lỵ đặt tại xã Chánh Hội.
Ngày 7 tháng 8 năm 1961, Tổng thống Việt Nam Cộng hòa ban hành Nghị định số 760-NV. Theo đó, sáp nhập xã Mỹ An Hưng, quận Lấp Vò, tỉnh Vĩnh Long vào quận Sadec cùng tỉnh.
Ngày 11 tháng 7 năm 1962, Tổng thống Việt Nam Cộng hòa ban hành Nghị định số 719-NV. Theo đó, thành lập tại tỉnh Vĩnh Long 2 quận mới lấy tên: quận Đức Tôn, quận lỵ đặt tại Cái Tàu Hạ; quận Đức Thành, quận lỵ đặt tại Hòa Long.
| Đơn vị hành chính của tỉnh Vĩnh Long | Đơn vị hành chính của tỉnh Vĩnh Long | Đơn vị hành chính của tỉnh Vĩnh Long |
| STT                                  | Quận                                 | Tổng, xã |
| ------------------------------------ | ------------------------------------ | --- |
| 1                                    | Đức Tôn, quận lỵ đặt tại Cái Tàu Hạ  | 2 tổng: - Tổng An Mỹ Đông (trước thuộc quận Châu Thành), gồm các xã: An Nhơn, Phú Hựu, An Phú Thuận, An Khánh - Tổng An Mỹ Tây (trước thuộc quận Sa Đéc), gồm các xã: Tân Nhuận Đông, Hòa Tân, Phú Long |
| 2                                    | Đức Thành, quận lỵ đặt tại Hòa Long  | 3 tổng: - Tổng Tỉ Thiện (trước thuộc tổng Phong Thới, quận Lấp Vò), gồm các xã: Tân Thành, Long Hậu, Tân Phước. - Tổng Tiên Nghĩa (trước thuộc tổng An Thới, quận Sa Đéc), gồm các xã: Long Thắng, Hòa Long. - Tổng An Khương (trước thuộc quận Bình Minh), gồm các xã: Vĩnh Thới, Tân Hòa Bình, Phong Hòa. |

Ngày 22 tháng 6 năm 1964, Tổng trưởng Nội vụ Việt Nam Cộng hòa ban hành Nghị định số 754-BNV/NC. Theo đó, quy hoàn về tổng Phú Thượng thuộc quận Lấp Vò tỉnh Vĩnh Long, xã Mỹ An Hưng trước thuộc quận Sa Đéc cùng tỉnh.
Ngày 24 tháng 8 năm 1966, Chủ tịch Ủy ban Hành pháp Trung ương Việt Nam Cộng hòa ban hành Sắc lệnh số 162-SL/ĐUHC. Theo đó, tái lập tỉnh Sa Đéc, tỉnh lỵ đặt tại Sa Đéc. Địa phận của tỉnh Sa Đéc, gồm có:
| Đơn vị hành chánh của tỉnh Sa Đéc | Đơn vị hành chánh của tỉnh Sa Đéc  | Đơn vị hành chánh của tỉnh Sa Đéc |
| STT                               | Quận                               | Tổng, xã |
| --------------------------------- | ---------------------------------- | --- |
| 1                                 | Quận Sa Đéc (thuộc tỉnh Vĩnh Long) | 3 tổng, 13 xã: - Tổng An Trung, gồm 4 xã: Tân Vĩnh Hòa, Tân Xuân, An Tịch, An Hiệp. - Tổng An Thạch, gồm 5 xã: Tân Đông, Tân Khánh, Tân Mỹ, Tân Khánh Tây, Tân An Trung. - Tổng An Thới, gồm 4 xã: Bình Tiên, Tân Phú Trung, Hòa Thành, Tân Dương. |
| 2                                 | Lấp Vò (trước thuộc Vĩnh Long)     | 2 tổng, 8 xã: - Tổng Phú Thượng, gồm 6 xã: Bình Thành Đông, Bình Thành Tây, Bình Thành Trung, Định Yên, Hội An Đông, Mỹ An Hưng. - Tổng Phong Thới, gồm 2 xã: Vĩnh Thạnh, Long Hưng.                                                               |
| 3                                 | Đức Tôn (thuộc tỉnh Vĩnh Long)     | 2 tổng, 7 xã: - Tổng An Mỹ Đông, gồm 4 xã: Phú Hựu, An Nhơn, An Khánh, An Phú Thuận. - Tổng An Mỹ Tây, gồm 3 xã: Tân Nhuận Đông, Hòa Tân, Phú Long.                                                                                                |
| 4                                 | Đức Thành (thuộc tỉnh Vĩnh Long)   | 3 tổng, 8 xã: - Tổng Tiến Nghĩa, gồm 2 xã: Hòa Long, Long Thắng. - Tổng Tỉ Thiện, gồm 3 xã: Tân Thành, Tân Phước, Long Hậu. - Tổng An Khương, gồm 3 xã: Phong Hòa, Tân Hòa Bình, Vĩnh Thới.                                                        |

#### TỉnhSa Đéc
Ngày 17 tháng 2 năm 1956, Tổng thống Việt Nam Cộng hòa ban hành Sắc lệnh số 21-NV. Theo đó, thành lập một tỉnh lấy tên là tỉnh Mộc Hóa. Tỉnh Mộc Hóa, gồm: quận Mộc Hóa (hiện thuộc tỉnh Tân An); phần đất quận Thủ Thừa (hiện thuộc tỉnh Tân An) ở phía Tây Bắc Kinh Thủ Thừa; phần đất tỉnh Sadec ở phía đông bắc kinh Vĩnh Hạ – Mỹ Tho và kinh số 4 nối dài; phần đất tỉnh Mỹ Tho ở phía bắc một ranh giới ấn định như sau: Kinh số 4 nối dài, Kinh số 4 đến Vàm kinh Tổng Đốc Lộc – Kinh Tổng Đốc Lộc đến Vàm Kinh Thương Mãi – Kinh Thương Mãi. Trụ sở tỉnh Mộc Hóa đặt tại Mộc Hóa.
Ngày 17 tháng 2 năm 1956, Tổng thống Việt Nam Cộng hòa ban hành Sắc lệnh số 22-NV. Theo đó, nay thành lập một tỉnh lấy tên là tỉnh Phong Thạnh. Tỉnh Phong Thạnh, gồm: địa phận quận Hồng Ngự, cù lao Long Khánh, cù lao Cái Vung và cù lao Tây (thuộc tỉnh Châu Đốc); địa phận quận Phong Thạnh Thượng và tổng An Bình (thuộc tỉnh Long Xuyên); địa phận Cao Lãnh (thuộc tỉnh Sadec) trừ phần đất ở phía Đông Bắc Kinh Vĩnh Hạ – Mỹ Tho và kinh số 4 nối dài (sáp nhập vào tỉnh Mộc Hóa); phần đất tỉnh Mỹ Tho ở phía tây một đường ranh giới định như sau: Kinh số 4 tới Vàm Kinh Tổng Đốc Lộc và Kinh Tổng Đốc Lộc tới Mỹ Hiệp. Trụ sở tỉnh Phong Thạnh đặt tại Cao Lãnh.
Ngày 22 tháng 10 năm 1956, Tổng thống Việt Nam Cộng hòa ban hành Sắc lệnh số 143-NV. Theo đó, tỉnh Vĩnh Long (tỉnh lỵ Vĩnh Long). Tên cũ: Vĩnh Long + Sa Đéc.
Ngày 24 tháng 8 năm 1966, Chủ tịch Ủy ban Hành pháp Trung ương Việt Nam Cộng hòa ban hành Sắc lệnh số 162-SL/ĐUHC. Theo đó, tái lập tỉnh Sa Đéc, tỉnh lỵ đặt tại Sa Đéc. Địa phận của tỉnh Sa Đéc, gồm có:
| Đơn vị hành chánh của tỉnh Sa Đéc | Đơn vị hành chánh của tỉnh Sa Đéc  | Đơn vị hành chánh của tỉnh Sa Đéc |
| STT                               | Quận                               | Tổng, xã |
| --------------------------------- | ---------------------------------- | --- |
| 1                                 | Quận Sa Đéc (thuộc tỉnh Vĩnh Long) | 3 tổng, 13 xã: - Tổng An Trung, gồm 4 xã: Tân Vĩnh Hòa, Tân Xuân, An Tịch, An Hiệp. - Tổng An Thạch, gồm 5 xã: Tân Đông, Tân Khánh, Tân Mỹ, Tân Khánh Tây, Tân An Trung. - Tổng An Thới, gồm 4 xã: Bình Tiên, Tân Phú Trung, Hòa Thành, Tân Dương. |
| 2                                 | Lấp Vò (trước thuộc Vĩnh Long)     | 2 tổng, 8 xã: - Tổng Phú Thượng, gồm 6 xã: Bình Thành Đông, Bình Thành Tây, Bình Thành Trung, Định Yên, Hội An Đông, Mỹ An Hưng. - Tổng Phong Thới, gồm 2 xã: Vĩnh Thạnh, Long Hưng.                                                               |
| 3                                 | Đức Tôn (thuộc tỉnh Vĩnh Long)     | 2 tổng, 7 xã: - Tổng An Mỹ Đông, gồm 4 xã: Phú Hựu, An Nhơn, An Khánh, An Phú Thuận. - Tổng An Mỹ Tây, gồm 3 xã: Tân Nhuận Đông, Hòa Tân, Phú Long.                                                                                                |
| 4                                 | Đức Thành (thuộc tỉnh Vĩnh Long)   | 3 tổng, 8 xã: - Tổng Tiến Nghĩa, gồm 2 xã: Hòa Long, Long Thắng. - Tổng Tỉ Thiện, gồm 3 xã: Tân Thành, Tân Phước, Long Hậu. - Tổng An Khương, gồm 3 xã: Phong Hòa, Tân Hòa Bình, Vĩnh Thới.                                                        |

Ngày 14 tháng 2 năm 1968, Thủ tướng Chính phủ Việt Nam Cộng hòa ban hành Nghị định số 76-NĐ/NV. Theo đó, đổi tên quận Sađéc thuộc tỉnh Sađéc thành quận Đức Thịnh.
Ngày 2 tháng 5 năm 1970, Thủ tướng Chính phủ Việt Nam Cộng hòa ban hành Nghị định số 471-NĐ/NV. Theo đó, văn phòng quận Đức Thịnh tỉnh Sadec dời về ấp Vĩnh Thới, xã Tân Vĩnh Hòa.
Ngày 7 tháng 4 năm 1971, Thủ tướng Chính phủ Việt Nam Cộng hòa ban hành Sắc lệnh số 27-SL/NV. Theo đó, phần đất của xã Tân Hòa, quận Châu Thành, tỉnh Vĩnh Long nằm về phía tây rạch Cây Da Nhỏ, nay được sáp nhập vào xã Phú Hựu, quận Đức Tôn, tỉnh Sadec.

#### TỉnhMỹ Tho- TỉnhĐịnh Tường
Ngày 17 tháng 2 năm 1956, Tổng thống Việt Nam Cộng hòa ban hành Sắc lệnh số 21-NV. Theo đó, thành lập một tỉnh lấy tên là tỉnh Mộc Hóa. Tỉnh Mộc Hóa, gồm: quận Mộc Hóa (hiện thuộc tỉnh Tân An); phần đất quận Thủ Thừa (hiện thuộc tỉnh Tân An) ở phía Tây Bắc Kinh Thủ Thừa; phần đất tỉnh Sadec ở phía đông bắc kinh Vĩnh Hạ – Mỹ Tho và kinh số 4 nối dài; phần đất tỉnh Mỹ Tho ở phía bắc một ranh giới ấn định như sau: Kinh số 4 nối dài, Kinh số 4 đến Vàm kinh Tổng Đốc Lộc – Kinh Tổng Đốc Lộc đến Vàm Kinh Thương Mãi – Kinh Thương Mãi. Trụ sở tỉnh Mộc Hóa đặt tại Mộc Hóa.
Ngày 17 tháng 2 năm 1956, Tổng thống Việt Nam Cộng hòa ban hành Sắc lệnh số 22-NV. Theo đó, nay thành lập một tỉnh lấy tên là tỉnh Phong Thạnh. Tỉnh Phong Thạnh, gồm: địa phận quận Hồng Ngự, cù lao Long Khánh, cù lao Cái Vung và cù lao Tây (thuộc tỉnh Châu Đốc); địa phận quận Phong Thạnh Thượng và tổng An Bình (thuộc tỉnh Long Xuyên); địa phận Cao Lãnh (thuộc tỉnh Sadec) trừ phần đất ở phía Đông Bắc Kinh Vĩnh Hạ – Mỹ Tho và kinh số 4 nối dài (sáp nhập vào tỉnh Mộc Hóa); phần đất tỉnh Mỹ Tho ở phía tây một đường ranh giới định như sau: Kinh số 4 tới Vàm Kinh Tổng Đốc Lộc và Kinh Tổng Đốc Lộc tới Mỹ Hiệp. Trụ sở tỉnh Phong Thạnh đặt tại Cao Lãnh.
Ngày 27 tháng 6 năm 1956, Bộ trưởng Nội vụ Việt Nam Cộng hòa ban hành Nghị định số 37-BNV/HC. Theo đó, sáp nhập 2 xã Phú Túc và Phú Đức thuộc Châu Thành tỉnh Mỹ Tho vào quận Bình Đại cùng tỉnh.
Ngày 28 tháng 6 năm 1956, Tổng thống Việt Nam Cộng hòa ban hành Sắc lệnh số 86-NV. Theo đó, sáp nhập vào địa hạt tỉnh Bến Tre, quận Bình Đại trước đây thuộc tỉnh Mỹ Tho.
Ngày 21 tháng 7 năm 1956, Bộ trưởng Nội vụ Việt Nam Cộng hòa ban hành Nghị định số 38-BNV. Theo đó, thành lập quận Bến Tranh thuộc tỉnh Mỹ Tho. Quận này, gồm 7 xã tổng Thanh Quơn và 8 xã tổng Hưng Nhơn. Trụ sở của quận đặt tại Bến Tranh.
Ngày 22 tháng 10 năm 1956, Tổng thống Việt Nam Cộng hòa ban hành Sắc lệnh số 143-NV. Theo đó, tỉnh Định Tường (tỉnh lỵ Mỹ Tho). Tên cũ: Mỹ Tho + Gò Công.
Ngày 3 tháng 1 năm 1957, Bộ trưởng Nội vụ Việt Nam Cộng hòa ban hành Nghị định số 2-BNV/HC/NĐ về việc ấn định các đơn vị hành chính tỉnh Định Tường.
Ngày 24 tháng 4 năm 1957, Bộ Nội vụ Việt Nam Cộng hòa ban hành Nghị định số 135-BNV/HC/NĐ. Theo đó, tỉnh Định Tường (tỉnh lỵ Mỹ Tho), gồm các đơn vị hành chánh kể sau đây:
| Đơn vị hành chánh của tỉnh Định Tường | Đơn vị hành chánh của tỉnh Định Tường                                 | Đơn vị hành chánh của tỉnh Định Tường |
| STT                                   | Quận                                                                  | Tổng, xã |
| ------------------------------------- | --------------------------------------------------------------------- | --- |
| 1                                     | Châu Thành Định Tường (trước đây thuộc tỉnh Mỹ Tho, quận lỵ Điều Hòa) | - Tổng Thuận Trị, gồm các xã: Bình Đức, Đạo Thạnh, Điều Hòa, Long An, Tam Hiệp, Thanh Phú, Thới Sơn, Trung An, Phước Thạnh. - Tổng Thuận Bình, gồm các xã: Bàn Long, Bình Trưng, Dưỡng Điềm, Đông Hòa, Điềm Hy, Hữu Đạo, Kim Sơn, Long Định, Long Hưng, Nhị Bình, Phú Phong, Song Thuận, Vĩnh Kim. |
| 2                                     | Bến Tranh (trước đây thuộc tỉnh Mỹ Tho, quận lỵ Lương Hòa Lạc)        | - Tổng Hưng Nhơn, gồm các xã: Hưng Thạnh Mỹ, Tân Hội Đông, Tân Lý Tây, Tân Lý Đông, Tân Hương, Tân Hiệp, Thân Cửu Nghĩa, Tân Hòa Thành, Phú Mỹ. - Tổng Thạnh Quơn, gồm các xã: Lương Hòa Lạc, Hòa Tịnh, Mỹ Tịnh An, Phú Kiết, Tân Bình Thạnh, Thanh Bình, Trung Hòa. |
| 3                                     | Chợ Gạo (trước đây thuộc tỉnh Mỹ Tho, quận lỵ Bình Phan)              | - Tổng Thạnh Phong, gồm các xã: Đăng Hưng Phước, Long Bình Điền, Mỹ Phong, Song Bình, Tân Mỹ Chánh, Xuân Đông. - Tổng Hòa Hảo, gồm các xã: An Thạnh Thủy, Bình Ninh, Bình Phan, Bình Phục Nhứt, Quơn Long, Hòa Định, Tân Thuận Bình. |
| 4                                     | Cái Bè (trước đây thuộc tỉnh Mỹ Tho, quận lỵ Đông Hòa Hiệp)           | - Tổng Phong Hòa, gồm các xã: Đông Hòa Hiệp, Hội Cư, Hòa Khánh, Hậu Thành, Hậu Mỹ, Mỹ Thiện, Mỹ Đức Đông, Mỹ Đức Tây. - Tổng Phong Phú, gồm các xã: An Hữu, Hưng Thuận (cù lao Qui), An Thái Đông, An Thái Trung, Thanh Hưng, Hòa Lộc, Mỹ Lợi, Mỹ Lương. |
| 5                                     | Cai Lậy (trước đây thuộc tỉnh Mỹ Tho, quận lỵ Thanh Hòa)              | - Tổng Lợi Trinh, gồm các xã: Thanh Hòa, Nhị Mỹ, Mỹ Hạnh Trung, Mỹ Phước Tây, Cẩm Sơn, Tân Phú Đông, Mỹ Hạnh Đông, Tân Bình, Tân Hội. - Tổng Lợi Hòa, gồm xã Long Trung, Long Khánh, Tam Bình, Ngũ Hiệp, Mỹ Long, Long Tiên, Phú Quí, Nhị Quí. - Tổng Lợi Thuận, gồm các xã: Phú An, Phú Nhuận Đông, Bình Phú, Thạnh Phú, Hiệp Đức, Hội Sơn, Xuân Sơn, Mỹ Thành. |
| 6                                     | Gò Công (trước thuộc Gò Công, quận lỵ Long Thuận)                     | - Tổng Hòa Lạc Thượng, gồm các xã: Bình Thanh Đông, Bình Xuân, Gia Thuận, Kiểng Phước, Tân Niên Đông, Tân Niên Tây, Tân Niên Trung, Tân Phước. - Tổng Hòa Lạc Hạ, gồm các xã: An Hòa (Tân Duận Đông và Hòa Nghị cũ), Bình An, Long Thuận (Thành Phố và Long Chánh cũ), Phước Trung (Dưỡng Phước và Tân Duân Trung cũ), Tân Bình Điền, Tăng Hòa, Tân Thành. |
| 7                                     | Hòa Đồng (trước thuộc Gò Công, quận lỵ Đồng Sơn)                      | - Tổng Hòa Đồng Thượng, gồm các xã: Bình Phú Đông, Bình Phục Nhì, Đồng Sơn, Thành Công (Bình Thành và Bình Công cũ), Thạnh Nhựt, Thạnh Trị (Vĩnh Thạnh và Vĩnh Trị cũ), Vĩnh Bình (Vĩnh Lợi và Bình Phú Tây cũ), Vĩnh Hựu, Vĩnh Viễn. - Tổng Hòa Đồng Hạ, gồm các xã: Bình Tân (Bình Luông Trung và Tân Cương cũ), Bình Long (Bình Luông Tây và Long Thạnh cũ), Bình Luông Đông, Long Hựu, Phú Thạnh Đông, Tân Thới (cù lao Tào), Yên Luông (Yên Luông Đông và Yên Luông Tây cũ). |
| Tổng cộng: 7 quận, 15 tổng, 123 xã.   |                                                                       | |

Ngày 5 tháng 12 năm 1957, Bộ trưởng Nội vụ Việt Nam Cộng hòa ban hành Nghị định số 352-BNV/HC/NĐ. Theo đó, quận lỵ Bến Tranh đặt tại xã Tân Hiệp thay vì xã Lương Hòa Lạc.
Ngày 28 tháng 12 năm 1957, Bộ trưởng Nội vụ Việt Nam Cộng hòa ban hành Nghị định số 369-BNV/HC/NĐ. Theo đó, nay xóa bỏ cù lao Tào, trong địa hạt xã Tân Thới, tổng Hòa Đồng Hạ, quận Hòa Đồng, tỉnh Định Tường. Cù lao Tào nay đặc vào địa hạt xã Long Phụng, tổng Hòa Quới, quận Bình Đại, tỉnh Kiến Hòa.
Ngày 13 tháng 1 năm 1968, Bộ trưởng Nội vụ Việt Nam Cộng hòa ban Nghị định số 8-BNV/NC/NĐ. Theo đó, tách cù lao Rồng khỏi xã Bình Đức quận Châu Thành tỉnh Định Tường để lập xã riêng lấy tên là xã Tân Long thuộc tổng Thuận Trị cùng quận.
Ngày 3 tháng 10 năm 1960, Tổng thống Việt Nam Cộng hòa ban hành Nghị định số 1310-BNV/NC8/NĐ về việc nới rộng xã Điều Hòa, quận Châu Thành, tỉnh Định Tường.
Ngày 8 tháng 11 năm 1960, Tổng thống Việt Nam Cộng hòa ban hành Nghị định số 1090-NV. Theo đó, quận Châu Thành Định Tường nay được đổi tên là quận Long Định. Quận lỵ đặt tại xã Long Định.
Ngày 9 tháng 8 năm 1961, Tổng thống Việt Nam Cộng hòa ban hành Nghị định số 776-NV. Theo đó, nay thành lập tại tỉnh Định Tường một quận mới tên là quận Giáo Đức, quận lỵ đặt tại xã An Hữu. Quận Cái Bè nay đổi tên là Sùng Hiếu, và quận Cai Lậy nay đổi tên là Khiêm Ích.
| Đơn vị hành chánh của tỉnh Định Tường | Đơn vị hành chánh của tỉnh Định Tường | Đơn vị hành chánh của tỉnh Định Tường |
| STT                                   | Quận                                  | Tổng, xã |
| ------------------------------------- | ------------------------------------- | --- |
| 1                                     | Giáo Đức                              | 2 tổng, 10 xã: - Tổng Phong Phú gồm các xã: Hưng Thuận, Thạnh Hưng, An Hữu, An Thái Trung, Hòa Lộc. - Tổng An Phú gồm các xã: An Thái Đông, Mỹ Lợi, Mỹ Lương, Mỹ Đức Tây, Mỹ Đức Đông. |
| 2                                     | Sùng Hiếu                             | 2 tổng 11 xã - Tổng Phong Hòa gồm các xã: Hậu Mỹ, Mỹ Thiện, Hậu Thành, Hòa Khánh, Đông Hòa Hiệp. - Tổng Lợi Thuận gồm các xã: Hội Cư, Mỹ Thành, Phú An, Hiệp Đức, Xuân Sơn, Hội Sơn. |
| 3                                     | Khiêm Ích                             | 2 tổng 20 xã - Tổng Lợi Trinh gồm các xã: Thạnh Phú, Phú Nhuận Đông, Bình Phú, Mỹ Phước Tây, Mỹ Hạnh Đông, Mỹ Hạnh Trung, Tân Bình, Tân Hội, Tân Phú Đông, Nhị Mỹ, Thanh Hòa. - Tổng Lợi Hòa gồm các xã: Cẩm Sơn, Long Khánh, Nhị Quý, Phú Quý, Long Tiên, Long Trung, Mỹ Long, Tam Bình, Ngũ Hiệp. |

Ngày 12 tháng 9 năm 1962, Tổng thống Việt Nam Cộng hòa ban hành Nghị định số 1018-NV. Theo đó, sáp nhập vào quận Long Định, tỉnh Định Tường, xã Hưng Thạnh Mỹ nguyên thuộc quận Bến Tranh cùng tỉnh, trừ hai ấp Hưng Điền và Hưng Phú được nhập vào xã Phú Mỹ, quận Bến Tranh.
Ngày 12 tháng 3 năm 1963, Tổng thống Việt Nam Cộng hòa ban hành Nghị định số 226-NV. Theo đó, sáp nhập vào quận Gò Công tỉnh Định Tường, 3 xã Thành Công, Yên Luông, Bình Tân nguyên thuộc quận Hòa Đồng cùng tỉnh. Xã Thành Công được đặt thuộc tổng Hòa Lộc Thượng, quận Gò Công. Xã Yên Luông và Bình Tân được đặt thuộc tổng Hòa Lộc Hạ, quận Gò Công.
Ngày 20 tháng 12 năm 1963, Thủ tướng Chính phủ Lâm thời Việt Nam Cộng hòa ban hành Sắc lệnh số 36-TTP. Theo đó, tái lập tỉnh Gò Công, tỉnh lỵ đặt tại Gò Công. Địa giới của tỉnh Gò Công gồm có:
| Đơn vị hành chánh của tỉnh Gò Công | Đơn vị hành chánh của tỉnh Gò Công        | Đơn vị hành chánh của tỉnh Gò Công |
| STT                                | Quận                                      | Tổng, xã |
| ---------------------------------- | ----------------------------------------- | --- |
| 1                                  | Châu Thành, quận lỵ đặt tại xã Long Thuận | 2 tổng, 18 xã: - Tổng Hòa Lạc Thượng, gồm các xã: Bình Thạnh Đông, Bình Xuân, Gia Thuận, Kiểng Phước, Tân Niên Đông, Tân Niên Tây, Tân Niên Trung, Tân Phước, Thành Công. - Tổng Hòa Lạc Hạ, gồm các xã: An Hòa, Bình Ân, Long Thuận, Phước Trung, Tân Bình Điền, Tăng Hòa, Tân Thành, Bình Tân, Yên Luông. |
| 2                                  | Hòa Đồng, quận lỵ đặt tại Đồng Sơn        | 2 tổng, 13 xã: - Tổng Hòa Đồng Thượng, gồm các xã: Bình Phú Đông, Bình Phục Nhì, Đồng Sơn, Thạnh Nhựt, Thạnh Trị, Vĩnh Bình, Vĩnh Hựu, Vĩnh Viễn. - Tổng Hòa Đồng Hạ, gồm các xã: Bình Long, Bình Luông Đông, Long Hựu, Phú Thạnh Đông, Tân Thới.                                                           |

Ngày 27 tháng 2 năm 1964, Thủ tướng Chính phủ Việt Nam Cộng hòa ban hành Nghị định số 432-NV. Theo đó, quận lỵ Chợ Gạo, trước kia đặt tại xã Bình Phan, nay được dời đến xã Tân Thuận Bình.
Ngày 23 tháng 5 năm 1964, Thủ tướng Chính phủ Việt Nam Cộng hòa ban hành Nghị định số 1013-NV. Theo đó, chia quận Long Định (tỉnh Định Tường) thành 2 quận như sau:
| Đơn vị hành chính của tỉnh Định Tường | Đơn vị hành chính của tỉnh Định Tường                 | Đơn vị hành chính của tỉnh Định Tường |
| STT                                   | Quận                                                  | Tổng, xã |
| ------------------------------------- | ----------------------------------------------------- | --- |
| 1                                     | Châu Thành Định Tường (mới), quận lỵ đặt tại Trung An | 2 tổng 12 xã: - Tổng Thuận Trị có 6 xã: Thạnh Phú, Bình Đức, Thới Sơn, Phước Thạnh, Long An, Tam Hiệp. - Tổng Thuận Hóa (mới) có 6 xã: Trung An, Đạo Thạnh, Điều Hòa, Tân Long, Tân Mỹ Chánh, Mỹ Phong (hai xã này trước thuộc quận Chợ Gạo). |
| 2                                     | Long Định, quận lỵ dời đến Vĩnh Kim                   | 2 tổng 14 xã: - Tổng Thuận Bình có 7 xã: Vĩnh Kim, Song Thuận, Kim Sơn, Phú Phong, Bàn Long, Bình Trưng, Hữu Đạo. - Tổng Lợi Trường (mới) có 7 xã: Long Định, Long Hưng, Đông Hòa, Nhị Bình, Dưỡng Điềm, Điềm Hy, Hưng Thạnh Mỹ.              |

Ngày 10 tháng 11 năm 1964, Thủ tướng Chính phủ Việt Nam Cộng hòa ban hành Nghị định số 2159-NV. Theo đó, đổi lại như cũ tên các quận kể sau thuộc tỉnh Định Tường: quận Khiêm Ích đổi thành quận Cai Lậy, quận Sùng Hiếu đổi thành quận Cái Bè.
Ngày 24 tháng 3 năm 1969, Thủ tướng Chính phủ Việt Nam Cộng hòa ban hành Nghị định số 339-NĐ/NV. Theo đó, quận Long Định thuộc tỉnh Định Tường nay được đổi tên thành quận Sầm Giang.
Ngày 30 tháng 9 năm 1970, Thủ tướng Chính phủ Việt Nam Cộng hòa ban hành Sắc lệnh số 114-SL/NV. Theo đó, cải biến xã Điều Hòa thuộc quận Châu Thành, tỉnh Định Tường thành thị xã. Thị xã này được lấy tên là thị xã Mỹ Tho.
Ngày 12 tháng 7 năm 1974, Thủ tướng Chính phủ Việt Nam Cộng hòa ban hành Sắc lệnh số 162-SL/NV. Theo đó, thành lập tại tỉnh Định Tường một quận mới, lấy tên là quận Hậu Mỹ. Quận lỵ đặt tại Hậu Mỹ. Địa phận quận Hậu Mỹ, gồm có: toàn thể xã Hậu Mỹ, quận Cái Bè, tỉnh Định Tường; một phần lãnh thổ các xã Mỹ Thiện, Mỹ Thành (quận Cái Bè), Mỹ Đức Tây (quận Giáo Đức), Thạnh Phú (quận Cai Lậy), tỉnh Định Tường; một phần lãnh thổ xã Trị Pháp, quận Kiến Bình, tỉnh Kiến Tường; một phần lãnh thổ xã Mỹ Đa, quận Mỹ An, tỉnh Kiến Phong.

#### TỉnhGò Công
Ngày 22 tháng 10 năm 1956, Tổng thống Việt Nam Cộng hòa ban hành Sắc lệnh số 143-NV. Theo đó, tỉnh Định Tường (tỉnh lỵ Mỹ Tho). Tên cũ: Mỹ Tho + Gò Công.
Ngày 20 tháng 12 năm 1963, Thủ tướng Chính phủ Lâm thời Việt Nam Cộng hòa ban hành Sắc lệnh số 36-TTP. Theo đó, tái lập tỉnh Gò Công, tỉnh lỵ đặt tại Gò Công. Địa giới của tỉnh Gò Công gồm có:
| Đơn vị hành chánh của tỉnh Gò Công | Đơn vị hành chánh của tỉnh Gò Công        | Đơn vị hành chánh của tỉnh Gò Công |
| STT                                | Quận                                      | Tổng, xã |
| ---------------------------------- | ----------------------------------------- | --- |
| 1                                  | Châu Thành, quận lỵ đặt tại xã Long Thuận | 2 tổng, 18 xã: - Tổng Hòa Lạc Thượng, gồm các xã: Bình Thạnh Đông, Bình Xuân, Gia Thuận, Kiểng Phước, Tân Niên Đông, Tân Niên Tây, Tân Niên Trung, Tân Phước, Thành Công. - Tổng Hòa Lạc Hạ, gồm các xã: An Hòa, Bình Ân, Long Thuận, Phước Trung, Tân Bình Điền, Tăng Hòa, Tân Thành, Bình Tân, Yên Luông. |
| 2                                  | Hòa Đồng, quận lỵ đặt tại Đồng Sơn        | 2 tổng, 13 xã: - Tổng Hòa Đồng Thượng, gồm các xã: Bình Phú Đông, Bình Phục Nhì, Đồng Sơn, Thạnh Nhựt, Thạnh Trị, Vĩnh Bình, Vĩnh Hựu, Vĩnh Viễn. - Tổng Hòa Đồng Hạ, gồm các xã: Bình Long, Bình Luông Đông, Long Hựu, Phú Thạnh Đông, Tân Thới.                                                           |

Ngày 31 tháng 12 năm 1963, Thủ tướng Chính phủ Lâm thời Việt Nam Cộng hòa ban hành Nghị định số 425-TTP/ĐUHC. Theo đó, quận lỵ Hòa Đồng, trước kia đặt tại Đồng Sơn, nay được dời đến xã Vĩnh Bình.
Ngày 6 tháng 4 năm 1965, Thủ tướng Chính phủ Việt Nam Cộng hòa ban hành Nghị định số 551-NV. Theo đó, chia ra các quận Châu Thành và Hòa Đồng thuộc tỉnh Gò Công ra làm 4 quận: quận Châu Thành chia thành hai quận: quận Hòa Tân và quận Hòa Lạc, quận Hòa Đồng chia thành hai quận: quận Hòa Đồng và quận Hòa Bình. Địa phận các quận kể trên được ấn định như sau:
| Đơn vị hành chánh của tỉnh Gò Công | Đơn vị hành chánh của tỉnh Gò Công | Đơn vị hành chánh của tỉnh Gò Công |
| STT                                | Quận                               | Tổng, xã |
| ---------------------------------- | ---------------------------------- | --- |
| 1                                  | Hòa Tân, quận lỵ Tân Niên Tây      | - Tổng Hòa Lạc Thượng, gồm các xã: Bình Thạnh Đông, Bình Xuân, Gia Thuận, Kiểng Phước, Tân Niên Đông, Tân Niên Tây, Tân Niên Trung, Tân Phước, Thành Công. |
| 2                                  | Hòa Lạc, quận lỵ Tăng Hòa          | - Tổng Hòa Lạc Hạ, gồm các xã: An Hòa, Bình Ân, Long Thuận, Phước Trung, Tân Bình Điền, Tăng Hòa, Tân Thành, Bình Tân, Yên Luông.                          |
| 3                                  | Hòa Đồng, quận lỵ Vĩnh Bình        | - Tổng Hòa Đồng Thượng, gồm các xã: Bình Phú Đông, Bình Phục Nhì, Đồng Sơn, Thạnh Nhựt, Thạnh Trị, Vĩnh Bình, Vĩnh Hựu, Vĩnh Viễn.                         |
| 4                                  | Hòa Bình, quận lỵ Bình Luông Đông  | - Tổng Hòa Đồng Hạ, gồm các xã: Bình Long, Bình Luông Đông, Long Hựu, Phú Thạnh Đông, Tân Thới.                                                            |

Ngày 22 tháng 3 năm 1967, Đặc ủy hành chính Việt Nam Cộng hòa ban hành Nghị định số 158-ĐUHC/NC/6. Theo đó, thành lập một xã mới, lấy tên là xã Vàm Láng, đặt thuộc tổng Hòa Lạc Thượng, quận Hòa Tân, tỉnh Gò Công. Địa phận xã Vàm Láng, gồm các ấp Vàm Láng, Lăng Ông, Đôi Ma Dưới, Đội Lang, nguyên thuộc xã Kiểng Phước cùng quận.

#### Thị xãMỹ Tho
Ngày 30 tháng 9 năm 1970, Thủ tướng Chính phủ Việt Nam Cộng hòa ban hành Sắc lệnh số 114-SL/NV. Theo đó, cải biến xã Điều Hòa thuộc quận Châu Thành, tỉnh Định Tường thành thị xã. Thị xã này được lấy tên là thị xã Mỹ Tho.
Ngày 10 tháng 6 năm 1971, Tổng trưởng Nội vụ Việt Nam Cộng hòa ban hành Nghị định số 493-BNV/HCĐP/26/ĐT. Theo đó, địa phận thị xã Mỹ Tho chia ra thành 6 khu phố sau đây:
| Đơn vị hành chánh của thị xã Mỹ Tho | Đơn vị hành chánh của thị xã Mỹ Tho |
| STT                                 | Khu phố |
| ----------------------------------- | --- |
| 1                                   | Khu phố I (gồm các ấp Lạc Hồng, Võ Tánh, Ngô Quyền, Nguyễn Huệ, Trương Vĩnh Ký, Thái Lập Thành, Nguyễn Trãi và Dân Chủ thuộc xã Điều Hòa cũ). |
| 2                                   | Khu phố II (gồm các ấp Phan Văn Trị, Trịnh Hoài Đức, Đinh Bộ Lĩnh và Mỹ Chánh thuộc xã Điều Hòa cũ).                                          |
| 3                                   | Khu phố III (gồm các ấp Phan Thanh Giản, Hòa Lạc, Đốc Binh Kiều, Nguyễn Huỳnh Đức, Mỹ Phúc và Xóm Dầu thuộc xã Điều Hòa cũ).                  |
| 4                                   | Khu phố IV (gồm các ấp Cộng Hòa, Quyết Tiến, Cộng Đồng, Đồng Tiến, Dân Chủ thuộc xã Điều Hòa cũ).                                             |
| 5                                   | Khu phố V (gồm các ấp Chiến Thắng thuộc xã Điều Hòa cũ).                                                                                      |
| 6                                   | Khu phố VI (gồm các ấp Bình Thành và Bình Tạo thuộc xã Điều Hòa cũ).                                                                          |

Ngày 22 tháng 8 năm 1972, Tổng trưởng Nội vụ Việt Nam Cộng hòa ban hành Nghị định số 553-BNV/HCĐP/NĐ. Theo đó, cải danh khu phố tại các thị xã thành phường.

## Giai đoạn 1975 - 2025
Tháng 2 năm 1976, 2 tỉnh Kiến Phong và Sa Đéc hợp nhất thành tỉnh Đồng Tháp. Khi hợp nhất, tỉnh Đồng Tháp có 6 đơn vị hành chính gồm thị xã Sa Đéc và 5 huyện: Cao Lãnh, Châu Thành, Hồng Ngự, Lấp Vò, Tam Nông.

### Năm 1980: Quyết định 382-CP ngày 27 tháng 12
- Quyết định 382-CP[55] ngày 27 tháng 12 năm 1980 của Hội đồng Chính phủ về việc điều chỉnh địa giới một số xã của các huyện Cao Lãnh, Lấp Vò thuộc tỉnh Đồng Tháp:

huyện Cao Lãnh
1. Chia xã Hưng Thạnh thành hai xã lấy tên là xã Hưng Thạnh và xã Trường Xuân.
2. Chia xã Mỹ Quý thành hai xã lấy tên là xã Mỹ Quý và xã Mỹ Đông.
3. Chia xã Mỹ Tân thành hai xã lấy tên là xã Mỹ Tân và xã Tân Nghĩa.
4. Chia xã Long Hiệp thành hai xã lấy tên là xã Mỹ Long và xã Mỹ Hiệp.
5. Chia xã Nhị Bình thành hai xã lấy tên là xã Nhị Mỹ và xã An Bình.
6. Chia xã Phương Thịnh thành hai xã lấy tên là xã Phương Thịnh và xã Ba Sao.
7. Thành lập xã Phương Trà trên cơ sở sáp nhập ấp Một của xã Phương Thịnh và một nửa ấp Mỹ Quới của xã Mỹ Trà.

huyện Lấp Vò
1. Chia xã Bình An Trung thành hai xã lấy tên là xã Bình Thạnh Trung và xã Hội An Đông.
2. Chia xã Hòa Thắng thành hai xã lấy tên là xã Hòa Long và xã Long Thắng.

### Năm 1981: Quyết định 4-CP ngày 05 tháng 1
- Quyết định 4-CP[56] ngày 05 tháng 1 năm 1981 của Hội đồng Chính phủ về việc chia huyện Cao Lãnh thành hai huyện: huyện Cao Lãnh và huyện Tháp Mười và đổi tên huyện Lấp Vò thành huyện Thạnh Hưng thuộc tỉnh Đồng Tháp.

huyện Cao Lãnh, huyện Tháp Mười
1. Chia huyện Cao Lãnh thành hai huyện lấy tên là huyện Cao Lãnh và huyện Tháp Mười:
  1. Huyện Cao Lãnh gồm có các xã Bình Thạnh, Bình Hàng Trung, Bình Hàng Tây, Mỹ Hội, Mỹ Thọ, Mỹ Xương, Tịnh Thới, Tân Thuận Đông, Tân Thuận Tây, Phong Mỹ, Phương Thịnh, Ba Sao, An Bình, Nhị Mỹ, Mỹ Long, Mỹ Hiệp, Phương Trà, Tân Nghĩa, Hoà An, Mỹ Tân, Mỹ Trà và thị trấn Cao Lãnh. Trụ sở huyện đóng tại thị trấn Cao Lãnh.
  2. Huyện Tháp Mười gồm có các xã Hưng Thạnh, Mỹ An, Mỹ Hoà, Trường Xuân, Thanh Mỹ, Đốc Binh Kiều, Mỹ Quý, Mỹ Đông. Trụ sở huyện đóng tại xã Mỹ An.

huyện Lấp Vò, huyện Thạnh Hưng
1. Đổi tên huyện Lấp Vò thành huyện Thạnh Hưng.

### Năm 1981: Quyết định 62-HĐBT ngày 10 tháng 9
thị xã Sa Đéc
- Quyết định 62-HĐBT[57] ngày 10 tháng 9 năm 1981 của Hội đồng Bộ trưởng về việc thành lập một số phường và xã mới thuộc thị xã Sa Đéc, tỉnh Đồng Tháp.

1. Giải thể các xã Vĩnh Phước, Tân Quy Đông, Tân Quy Tây, Tân Hưng, Tân Phú Đông.
2. Thành lập các phường và xã sau đây:
  1. Thành lập phường 1 gồm có 4 khóm: khóm 1, khóm 2, khóm 3 và khóm 4 (trước đây gọi là các ấp Vĩnh Hiệp, Vĩnh Thuận, Vĩnh Thới và Tân Bình)
  2. Thành lập phường 2 gồm có 3 khóm: khóm 1, khóm 2 và khóm 3 (trước đây gọi là ấp Hoà Khánh, Phú Mỹ và một phần của ấp Phú Thuận)
  3. Thành lập phường 3 gồm có 3 khóm: khóm 1, khóm 2 và khóm 3 (trước đây gọi là ấp Tân Long)
  4. Thành lập phường 4 gồm có 2 khóm: khóm 1 và khóm 2 (trước đây gọi là ấp Tân Hưng và ấp An Thuận)
  5. Thành lập xã Tân Quy Tây gồm có các ấp Tân Hoà, Tân An và một phần của xã Vĩnh Phước cũ
  6. Thành lập xã Tân Phú Đông gồm có các ấp Phú Long, Phú Thuận và Phú Hoà
  7. Thành lập xã Tân Quy Đông gồm có các ấp Tân Mỹ I, Tân Mỹ II và ấp Sa Nhiên

### Năm 1983: Quyết định 11-HĐBT ngày 19 tháng 2
- Quyết định 11-HĐBT[58] ngày 19 tháng 2 năm 1983 của Hội đồng bộ trưởng về việc phân vạch địa giới một số xã thuộc tỉnh Đồng Tháp:

huyện Tam Nông
1. Chia xã Tân Phú thành hai xã lấy tên là xã Tân Phú và xã Tân Mỹ.
2. Chia xã Tân Thạnh thành hai xã lấy tên là xã Tân Thạnh và xã Phú Lợi.
3. Chia xã Tân Huề thành hai xã lấy tên là xã Tân Huề và xã Tân Hòa
4. Chia xã Phú Thành thành hai xã lấy tên là xã Phú Thành và xã Phú Thọ.
5. Chia xã An Long thành ba xã lấy tên là xã An Long, xã An Hòa và xã Phú Ninh.

huyện Hồng Ngự
1. Chia xã Phú Thuận thành hai xã lấy tên là xã Phú Thuận và xã Phú Trung.

### Năm 1983: Quyết định 13-HĐBT ngày 23 tháng 2
- Quyết định 13-HĐBT[59] ngày 23 tháng 2 năm 1983 của Hội đồng Bộ trưởng về việc chia huyện Tam Nông thành hai huyện và thành lập thị xã Cao Lãnh thuộc tỉnh Đồng Tháp:

huyện Tam Nông, huyện Thanh Bình
1. Chia huyện Tam Nông thành hai huyện lấy tên là huyện Tam Nông và huyện Thanh Bình:
  1. Huyện Tam Nông gồm có các xã An Long, Phú Ninh, An Hoà, Phú Thọ, Phú Thành, Tân Công Sính, Phú Hiệp, Phú Đức, Phú Cường. Trụ sở huyện đóng tại xã Phú Hiệp.
  2. Huyện Thanh Bình gồm có các xã Bình Thành, Tân Mỹ, Phú Lợi, Tân Phú,Tân Thạnh, An Phong, Tân Long, Tân Quới, Tân Hoà, Tân Huề. Trụ sở huyện đóng tại xã Tân Phú.

huyện Cao Lãnh, thị xã Cao Lãnh
1. Thành lập thị xã Cao Lãnh trên cơ sở tách thị trấn Cao Lãnh và các xã An Hoà, Mỹ Trà, Mỹ Tân của huyện Cao Lãnh.
2. Thành lập 4 phường của thị xã Cao Lãnh là phường I, phường II, phường III và phường IV (trên đất của thị trấn Cao Lãnh cũ).
3. Thị xã Cao Lãnh gồm có các phường I, II, III, IV và các xã Hoà An, Mỹ Trà, Mỹ Tân.
4. Chia xã Mỹ Thọ thành hai đơn vị hành chính lấy tên là xã Mỹ Thọ và thị trấn Mỹ Thọ
5. Huyện Cao Lãnh sau khi được điều chỉnh địa giới bao gồm các xã Bình Thạnh, Bình Hàng Trung, Bình Hàng Tây, Mỹ Hội, Mỹ Thọ, Mỹ Xương, Tịnh Thới, Tân Thuận Đông, Tân Thuận Tây, Phong Mỹ, Phương Thịnh, An Bình, Nhị Mỹ, Mỹ Long, Mỹ Hiệp, Ba Sao, Phương Trà, Tân Nghĩa và thị trấn Mỹ Thọ. Trụ sở huyện đóng tại thị trấn Mỹ Thọ.

### Năm 1984: Quyết định 36-HĐBT ngày 06 tháng 3
- Quyết định 36-HĐBT[60] ngày 06 tháng 3 năm 1984 của Hội đồng bộ trưởng về việc phân vạch địa giới một số xã thuộc tỉnh Đồng Tháp:

huyện Thạnh Hưng
1. Chia xã Long Hưng thành 2 xã lấy tên là xã Long Hưng A và xã Long Hưng B
2. Chia xã Dương Hòa thành 2 xã, lấy tên là xã Tân Dương và xã Hòa Thành
3. Chia xã Định Yên thành 2 xã lấy tên là xã Định Yên và xã Định An
4. Chia xã Phong Hòa thành 2 xã lấy tên là xã Phong Hòa và xã Định Hòa
5. Chia xã Tân Thới thành 2 xã lấy tên là xã Vĩnh Thới và xã Tân Hòa

huyện Tháp Mười
1. Giải thể 4 xã Mỹ Hòa, Đốc Binh Kiều, Mỹ An, Thanh Mỹ để thành lập 6 xã và một thị trấn mới là xã Mỹ Hòa, Tân Kiều, Đốc Binh Kiều, Phú Điền, Thanh Mỹ, Mỹ An và thị trấn Mỹ An.

huyện Hồng Ngự
1. Chia xã Thường Phước thành 2 xã lấy tên là xã Thường Phước 1 và xã Thường Phước 2:
2. Chia xã Tân Thành thành 2 xã lấy tên là xã Thông Bình và xã Tân Thành.

### Năm 1987: Quyết định 27-HĐBT ngày 13 tháng 2
huyện Thanh Bình
- Quyết định 27-HĐBT[61] ngày 13 tháng 2 năm 1987 của Hội đồng Bộ trưởng về việc chia một số xã của huyện Thanh Bình thuộc tỉnh Đồng Tháp:

1. Chia xã Bình Thành thành 2 xã lấy tên là xã Bình Thành và xã Bình Tấn.
2. Chia xã Tân Long thành 2 xã lấy tên là xã Tân Long và xã Tân Bình; tách một phần ấp Hạ của xã Tân Qưới để sáp nhập vào xã Tân Bình.
3. Chia xã Tân Phú thành 2 đơn vị hành chính lấy tên là xã Tân Phú và thị trấn Thanh Bình.

### Năm 1987: Quyết định 36-HĐBT ngày 16 tháng 2
- Quyết định 36-HĐBT[62] ngày 16 tháng 2 năm 1987 của Hội đồng Bộ trưởng về việc điều chỉnh địa giới hành chính huyện Cao Lãnh, Thạnh Hưng, thị xã Cao Lãnh và thị xã Sa Đéc thuộc tỉnh Đồng Tháp:

huyện Cao Lãnh, thị xã Cao Lãnh
1. Tách 3 xã Tân Thuận Tây, Tịnh Thới và Tân Thuận Đông; 5 ấp của xã Tân Nghĩa; ấp 4, ấp 5 của xã Phương Trà và một phần ấp 5 của xã Phong Mỹ với tổng diện tích tự nhiên 6.380 hécta và 52.459 nhân khẩu của huyện Cao Lãnh để sáp nhập vào thị xã Cao Lãnh.
2. Thị xã Cao Lãnh gồm 11 phường, 7 xã, có 9.624 hécta diện tích tự nhiên với 104.193 nhân khẩu.

huyện Thạnh Hưng, huyện Cao Lãnh, thị xã Sa Đéc
1. Tách 2 ấp Tân Huề, Tân Lợi gồm 890 hécta diện tích tự nhiên với 4.508 nhân khẩu của xã Tân Dương thuộc huyện Thạnh Hưng sáp nhập vào thị xã Sa Đéc.
2. Tách 3 cồn Cát Sậy và Bồng Bồng gồm 152 hécta diện tích tự nhiên với 505 người của xã Bình Hàng Trung thuộc huyện Cao Lãnh để sáp nhập vào thị xã Sa Đéc.
3. Huyện Thạnh Hưng gồm 22 xã có 42.111 hécta diện tích tự nhiên với 272.343 nhân khẩu.
4. Huyện Cao Lãnh gồm 15 xã, 1 thị trấn, có 48.885 hécta diện tích tự nhiên với 161.959 nhân khẩu.

### Năm 1988: Quyết định 149-HĐBT ngày 27 tháng 9
- Quyết định 149-HĐBT[63] ngày 27 tháng 9 năm 1988 của Hội đồng Bộ trưởng về việc phân vạch lại địa giới hành chính một số xã, thị trấn của các huyện Thạnh Hưng, Châu Thành và Hồng Ngự thuộc tỉnh Đồng Tháp:

huyện Thạnh Hưng
1. Chia xã Mỹ An Hưng thành hai xã lấy tên là xã Mỹ An Hưng A và xã Mỹ An Hưng B.
2. Chia xã Phước Thành thành 2 xã lấy tên là xã Tân Phước và xã Tân Thành.

huyện Châu Thành
1. Tách ấp Phú Hiệp, ấp Phú Hòa và 1/2 ấp Phú Mỹ Lương của xã Phú Hựu với 260 hécta diện tích tự nhiên và 9.142 nhân khẩu để thành lập thị trấn Cái Tàu Hạ (thị trấn huyện lỵ).

huyện Hồng Ngự
1. Chia xã An Bình thành hai xã lấy tên là xã An Phước và xã An Bình.

### Năm 1989: Quyết định 41-HĐBT ngày 22 tháng 4
- Quyết định 41-HĐBT[64] ngày 22 tháng 4 năm 1989 của Hội đồng Bộ trưởng về việc phân vạch địa giới hành chính huyện Hồng Ngự thuộc tỉnh Đồng Tháp:

huyện Hồng Ngự, huyện Tân Hồng
1. Chia huyện Hồng Ngự thành hai huyện lấy tên là huyện Hồng Ngự và huyện Tân Hồng.
  1. Huyện Hồng Ngự gồm thị trấn Hồng Ngự và 15 xã Tân Hội, Thường Phước 1, Thường Phước 2, Long Thuận, An Bình A, An Bình B, Bình Thạnh, Thường Lạc, Thường Thới Hậu A, Thường Thới Hậu B, Thường Thới Tiền, Long Khánh A, Long Khánh B, Phú Thuận A, Phú Thuận B.
  2. Huyện Tân Hồng gồm thị trấn Sa Rài và 8 xã Tân Phước, An Phước, Tân Thành A, Tân Thành B, Thông Bình, Tân Hộ Cơ, Bình Phú, Tân Công Chí.

huyện Hồng Ngự
1. Giữ nguyên trạng 4 xã Long Thuận, Tân Hội, Thường Phước 1, Thường Phước 2.
2. Chia xã An Bình cũ thành 2 xã lấy tên là xã An Bình A và xã An Bình B.
3. Chia xã Long Khánh cũ thành 2 xã lấy tên là xã Long Khánh A và xã Long Khánh B.
4. Tách 1.350 hécta diện tích tự nhiên và 10.863 nhân khẩu của xã Phú Thuận nhập vào xã Phú Trung cũ để thành lập xã Phú Thuận B. Phần còn lại của xã Phú Thuận cũ đổi tên là xã Phú Thuận A.
5. Sau khi tách 1.752 hécta diện tích tự nhiên và 1.450 nhân khẩu cho huyện Tân Hồng và 139 hécta với 2.540 nhân khẩu cho thị trấn Hồng Ngự, xã Bình Thạnh (mới) còn 5.409 hécta diện tích tự nhiên và 5.634 nhân khẩu.
6. Xã Thường Lạc: Tách 410 hécta diện tích tự nhiên với 5.530 nhân khẩu giao cho xã Thường Thới Hậu đồng thời nhận của xã Thường Thới Tiền 730 hécta diện tích tự nhiên với 4.030 nhân khẩu.
7. Tách 1.296 hécta diện tích tự nhiên với 6. 641 nhân khẩu của xã Thường Thới Hậu để lập xã mới lấy tên là xã Thường Thới Hậu A.
8. Phần còn lại của xã Thường Thới Hậu (cũ) gồm 969 hécta với 1.630 nhân khẩu, sẽ nhận thêm 410 hécta với 5.530 nhân khẩu của xã Thường Lạc để thành lập xã Thường Thới Hậu B.
9. Xã Thường Thới Tiền: Tách 730 hécta với 4.030 nhân khẩu giao cho xã Thường Lạc.
10. Thị trấn Hồng Ngự: Sau khi nhận 139 hécta với 2.540 nhân khẩu của xã Bình Thạnh, thị trấn Hồng Ngự có 429 hécta diện tích tự nhiên và 16.715 nhân khẩu.

huyện Tân Hồng
1. Tách 600 hécta diện tích tự nhiên với 425 nhân khẩu của xã Tân Công Chí cùng với 2.600 hécta diện tích tự nhiên và 8.015 nhân khẩu của xã Tân Thành để thành lập một xã lấy tên là xã Tân Phước.
2. Tách 2.100 hécta với 7.000 nhân khẩu của xã Tân Hộ Cơ và 800 hécta với 860 nhân khẩu của xã Tân Công Chí; đồng thời lấy thêm 620 hécta với 350 nhân khẩu của xã Bình Thạnh (huyện Hồng Ngự cũ) để thành lập một xã lấy tên là xã Bình Phú.
3. Tách 420 hécta với 360 nhân khẩu cho xã Tân Hộ Cơ; tách 1. 550 hécta với 2.245 nhân khẩu cho xã Tân Thành A; tách 550 hécta với 260 nhân khẩu cho xã Tân Thành B; và nhận lại của xã Tân Hộ Cơ 550 hécta với 215 nhân khẩu để sáp nhập vào xã Thông Bình.
4. Tách 2.100 hécta với 7.000 nhân khẩu cho xã Bình Phú; tách 550 hécta với 215 nhân khẩu cho xã Thông Bình và nhận 750 hécta với 675 nhân khẩu của xã Tân Công Chí; nhận 420 hécta và 360 nhân khẩu của xã Thông Bình để sáp nhập vào xã Tân Hộ Cơ.
5. Giải thể xã Tân Thành cũ (sau khi đã tách 2.600 hécta với 8.015 nhân khẩu cho xã Tân Phước) để thành lập 2 xã mới lấy tên xã Tân Thành A và xã Tân Thành B.
6. Tách 600 hécta với 425 nhân khẩu cho xã Tân Phước; 1.950 hécta với 5.365 nhân khẩu cho xã Tân Thành B; 750 hécta với 675 nhân khẩu cho xã Tân Hộ Cơ;

800 hécta với 860 nhân khẩu cho xã Bình Phú; 700 hécta với 11.360 nhân khẩu của xã Tân Công Chí để thành lập thị trấn Sa Rài, đồng thời tiếp nhận lại 1.132 hécta diện tích tự nhiên với 1.100 nhân khẩu của huyện Hồng Ngự cũ.

### Năm 1989: Quyết định 77-HĐBT ngày 27 tháng 6
- Quyết định 77-HĐBT[65] ngày 27 tháng 6 năm 1989 của Hội đồng Bộ trưởng về việc chia huyện Thạnh Hưng và điều chỉnh địa giới hành chính một số xã của huyện Cao Lãnh thuộc tỉnh Đồng Tháp:

huyện Thạnh Hưng, huyện Lai Vung
1. Chia huyện Thạnh Hưng thành hai huyện lấy tên là huyện Thạnh Hưng và huyện Lai Vung.
  1. Huyện Thạnh Hưng (mới) có 12 xã Bình Thành, Bình Thạnh Trung, Định An, Định Yên, Hội An Đông, Long Hưng A, Long Hưng B, Mỹ An Hưng A, Mỹ An Hưng B, Tân Khánh Trung, Tân Mỹ, Vĩnh Thạnh gồm 23.892 hécta và 160.544 nhân khẩu. Huyện lị đặt tại thị trấn Lấp Vò.
  2. Huyện Lai Vung có 11 xã Định Hòa, Hòa Long, Hòa Thành, Long Hậu, Long Thắng, Phong Hòa, Tân Dương, Tân Hòa, Tân Phước, Tân Thành, Vĩnh Thới gồm 23.864 hécta và 142.267 nhân khẩu. Huyện lỵ đặt tại xã Hoà Long.
2. Chia xã Hòa Long thuộc huyện Lai Vung thanh hai đơn vị hành chính lấy tên là xã Hòa Long và thị trấn Lai Vung.

huyện Cao Lãnh
1. Tách 1.876,95 hécta diện tích tự nhiên với 2. 512 nhân khẩu của xã Bình Hàng Trung; và tách 490 hécta diện tích tự nhiên với 1.626 nhân khẩu của xã Mỹ Hội cùng với 375 hécta diện tích tự nhiên với 268 nhân khẩu của xã Bình Hàng Tây thuộc huyện Cao Lãnh để thành lập xã Tân Hội Trung.

### Năm 1994: Nghị định 36-CP ngày 29 tháng 4
thị xã Sa Đéc, thị xã Cao Lãnh
- Nghị định 36-CP[66] ngày 29 tháng 4 năm 1994 của Chính phủ về việc di chuyển tỉnh lỵ Đồng Tháp về thị xã Cao Lãnh.

### Năm 1996: Nghị định 81-CP ngày 06 tháng 12
huyện Thạnh Hưng, huyện Lấp Vò
- Nghị định 81-CP[67] ngày 06 tháng 12 năm 1996 của Chính phủ về việc đổi tên huyện Thanh Hưng thuộc tỉnh Đồng Tháp thánh huyện Lấp Vò.

### Năm 1997: Nghị định 100/1997/NĐ-CP ngày 23 tháng 9
- Nghị định 100/1997/NĐ-CP[68] ngày 23 tháng 9 năm 1997 của Chính phủ về việc điều chỉnh địa giới thành lập xã thuộc các huyện Tam Nông và Tháp Mười, tỉnh Đồng Tháp:

huyện Tam Nông
1. Thành lập xã Hòa Bình trên cơ sở 2.197,4 ha diện tích tự nhiên và 2.598 nhân khẩu của xã Tân Công Sính; 694,8 ha diện tích tự nhiên và 31 nhân dân của xã Phú Cường.

huyện Tháp Mười
1. Thành lập xã Thạnh Lợi trên cơ sở 4.268 ha diện tích tự nhiên và 3.310 người của xã Hưng Thạnh.

### Năm 2004: Nghị định 194/2004/NĐ-CP ngày 30 tháng 11
- Nghị định 194/2004/NĐ-CP[69] ngày 30 tháng 11 năm 2004 của Chính phủ về việc thành lập các phường thuộc thị xã Cao Lãnh, Sa Đéc và mở rộng thị trấn Hồng Ngự, huyện Hồng Ngự, tỉnh Đồng Tháp:

thị xã Cao Lãnh
1. Thành lập phường Hòa Thuận trên cơ sở 229,20 ha diện tích tự nhiên và 5.309 nhân khẩu của xã Hòa An. Phường Hòa Thuận có 229,20 ha diện tích tự nhiên và 5.309 nhân khẩu.
2. Thành lập phường Mỹ Phú trên cơ sở 263,70 ha diện tích tự nhiên và 7.490 nhân khẩu của xã Mỹ Trà. Phường Mỹ Phú có 263,70 ha diện tích tự nhiên và 7.490 nhân khẩu.

thị xã Sa Đéc
1. Thành lập phường Tân Quy Đông trên cơ sở toàn bộ diện tích tự nhiên và dân số của xã Tân Quy Đông.
2. Thành lập phường An Hòa trên cơ sở 641,10 ha diện tích tự nhiên và 7.490 nhân khẩu của xã Tân Quy Tây.

huyện Hồng Ngự
1. Điều chỉnh 400,54 ha diện tích tự nhiên và 7.811 nhân khẩu của xã An Bình A về thị trấn Hồng Ngự quản lý.

### Năm 2007: Nghị định 10/2007/NĐ-CP ngày 16 tháng 1
- Nghị định 10/2007/NĐ-CP[70] ngày 16 tháng 1 năm 2007 của Chính phủ về việc thành lập thành phố Cao Lãnh thuộc tỉnh Đồng Tháp:

thành phố Cao Lãnh
1. Thành lập thành phố Cao Lãnh trên cơ sở toàn bộ diện tích tự nhiên, dân số và các đơn vị hành chính trực thuộc của thị xã Cao Lãnh.
2. Thành phố Cao Lãnh có 10.719,54 ha diện tích tự nhiên và 149.837 nhân khẩu, có 15 đơn vị hành chính, gồm các phường: 1, 2, 3, 4, 6, 11, Hoà Thuận, Mỹ Phú và các xã: Mỹ Tân, Hoà An, Tịnh Thới, Tân Thuận Đông, Tân Thuận Tây, Mỹ Trà, Mỹ Ngãi.
3. Tỉnh Đồng Tháp có 11 đơn vị hành chính cấp huyện, gồm các huyện: Cao Lãnh, Châu Thành, Hồng Ngự, Lai Vung, Lấp Vò, Tam Nông, Tân Hồng, Thanh Bình, Tháp Mười, thị xã Sa Đéc và thành phố Cao Lãnh.

### Năm 2008: Nghị định 08/NĐ-CP ngày 23 tháng 12
huyện Hồng Ngự, thị xã Hồng Ngự
- Nghị quyết số 08/NĐ-CP[71] ngày 23 tháng 12 năm 2008 của Chính phủ về việc điều chỉnh địa giới hành chính huyện Hồng Ngự để thành lập thị xã Hồng Ngự; thành lập phường thuộc thị xã Hồng Ngự, tỉnh Đồng Tháp:

1. Thành lập thị xã Hồng Ngự thuộc tỉnh Đồng Tháp trên cơ sở điều chỉnh 12.216,16 ha diện tích tự nhiên và 74.569 nhân khẩu của huyện Hồng Ngự (bao gồm toàn bộ diện tích tự nhiên và nhân khẩu của thị trấn Hồng Ngự và các xã: Tân Hội, Bình Thạnh, An Bình A, An Bình B; 751,72 ha diện tích tự nhiên và 8.380 nhân khẩu của xã Thường Lạc).
2. Thành lập các phường thuộc thị xã Hồng Ngự:
  1. Thành lập phường An Lộc thuộc thị xã Hồng Ngự trên cơ sở điều chỉnh 400,14 ha diện tích tự nhiên và 14.534 nhân khẩu của thị trấn Hồng Ngự.
  2. Thành lập phường An Thạnh thuộc thị xã Hồng Ngự trên cơ sở điều chỉnh 470,10 ha diện tích tự nhiên và 17.074 nhân khẩu còn lại của thị trấn Hồng Ngự.
  3. Thành lập phường An Lạc thuộc thị xã Hồng Ngự trên cơ sở điều chỉnh 751,72 ha diện tích tự nhiên và 8.380 nhân khẩu (phần diện tích tự nhiên và nhân khẩu của xã Thường Lạc điều chỉnh để thành lập thị xã Hồng Ngự).
3. Thị xã Hồng Ngự có 12.216 ha diện tích tự nhiên và 74.569 nhân khẩu, có 7 đơn vị hành chính trực thuộc, bao gồm các phường: An Lộc, An Thạnh, An Lạc và các xã: Tân Hội, Bình Thạnh, An Bình A, An Bình B.
4. Huyện Hồng Ngự còn lại 20.973,70 ha diện tích tự nhiên và 150.050 nhân khẩu, có 11 đơn vị hành chính trực thuộc, bao gồm các xã: Thường Phước 1, Thường Phước 2, Thường Thới Hậu A, Thường Thới Hậu B, Thường Thới Tiền, Thường Lạc, Long Thuận, Long Khánh A, Long Khánh B, Phú Thuận A, Phú Thuận B.
5. Tỉnh Đồng Tháp có 337.637,03 ha diện tích tự nhiên và 1.654.680 nhân khẩu, có 12 đơn vị hành chính trực thuộc, bao gồm: thành phố Cao Lãnh, thị xã Sa Đéc, thị xã Hồng Ngự và các huyện: Hồng Ngự, Tân Hồng, Tam Nông, Thanh Bình, Tháp Mười, Cao Lãnh, Lấp Vò, Lai Vung, Châu Thành.

### Năm 2013: Nghị quyết 113/NQ-CP ngày 14 tháng 10
- Nghị quyết 113/NQ-CP[72] ngày 14 tháng 10 năm 2013 của Chính phủ về việc thành lập thành phố Sa Đéc thuộc tỉnh Đồng Tháp:

thành phố Sa Đéc
1. Thành lập thành phố Sa Đéc thuộc tỉnh Đồng Tháp trên cơ sở toàn bộ 5.981 ha diện tích tự nhiên, 152.237 nhân khẩu và 09 đơn vị hành chính cấp xã của thị xã Sa Đéc.
2. Thành phố Sa Đéc có 5.981 ha diện tích tự nhiên, 152.237 nhân khẩu và 09 đơn vị hành chính cấp xã gồm 06 phường: 1, 2, 3, 4, An Hòa, Tân Quy Đông và 03 xã: Tân Khánh Đông, Tân Quy Tây, Tân Phú Đông.
3. Sau khi thành lập thành phố Sa Đéc, tỉnh Đồng Tháp có 337.400 ha diện tích tự nhiên, 1.673.184 nhân khẩu và 12 đơn vị hành chính cấp huyện gồm thành phố Cao Lãnh và thành phố Sa Đéc, thị xã Hồng Ngự và các huyện: Tân Hồng, Hồng Ngự, Tam Nông, Thanh Bình, Cao Lãnh, Tháp Mười, Châu Thành, Lai Vung, Lấp Vò.

### Năm 2019: Nghị quyết 625/NQ-UBTVQH14 ngày 10 tháng 1
- Nghị quyết 625/NQ-UBTVQH14 ngày 10 tháng 1 năm 2019 của Ủy ban thường vụ Quốc hội về việc thành lập thị trấn Thường Thới Tiền thuộc huyện Hồng Ngự, tỉnh Đồng Tháp[73]:

huyện Hồng Ngự
1. Thành lập thị trấn Thường Thới Tiền thuộc huyện Hồng Ngự trên cơ sở trên cơ sở điều chỉnh 143,22 ha diện tích tự nhiên và 2.651 người của xã Thường Phước 2 vào xã Thường Thới Tiền; điều chỉnh 1.616,69 ha diện tích tự nhiên và 507 người của xã Thường Thới Tiền nhập vào xã Thường Phước 2.
2. Thị trấn Thường Thới Tiền có 1.582,87 ha diện tích tự nhiên và 17.496 nhân khẩu.
3. Xã Thường Phước 2 có 30,04 km² diện tích tự nhiên và 8.840 nhân khẩu.
4. Tỉnh Đồng Tháp có 12 đơn vị hành chính cấp huyện gồm 09 huyện, 01 thị xã và 02 thành phố; 144 đơn vị hành chính cấp xã gồm 118 xã, 17 phường và 09 thị trấn.

### Năm 2019: Nghị quyết 838/NQ-UBTVQH14 ngày 17 tháng 12
- Nghị quyết 838/NQ-UBTVQH14 ngày 17 tháng 12 năm 2019 của Ủy ban thường vụ Quốc hội về việc sắp xếp các đơn vị hành chính cấp xã của tỉnh Đồng Tháp[74]:

huyện Hồng Ngự
1. Sáp nhập toàn bộ diện tích tự nhiên và dân số của xã Thường Thới Hậu B và xã Thường Lạc thành một xã lấy tên là xã Thường Lạc.
2. Xã Thường Lạc có 222,80 ha diện tích tự nhiên và 11.100 nhân khẩu
3. Tỉnh Đồng Tháp có 12 đơn vị hành chính cấp huyện gồm 09 huyện, 01 thị xã và 02 thành phố; 143 đơn vị hành chính cấp xã gồm 117 xã, 17 phường và 09 thị trấn.

### Năm 2020: Nghị quyết 1003/NQ-UBTVQH14 ngày 18 tháng 9
- Nghị quyết 1003/NQ-UBTVQH14 ngày 18 tháng 9 năm 2020 của Ủy ban thường vụ Quốc hội về việc thành lập các phường An Bình A, An Bình B thuộc thị xã Hồng Ngự và thành lập thành phố Hồng Ngự thuộc tỉnh Đồng Tháp[75]:

thành phố Hồng Ngự
1. Thành lập phường An Bình A trên cơ sở toàn bộ diện tích tự nhiên và dân số của xã An Bình A.
2. Thành lập phường An Bình B trên cơ sở toàn bộ diện tích tự nhiên và dân số của xã An Bình B.
3. Thành lập thành phố Hồng Ngự trên cơ sở toàn bộ diện tích tự nhiên, dân số và các đơn vị hành chính trực thuộc của thị xã Hồng Ngự.
4. Thành phố Hồng Ngự có 121,84 km² diện tích tự nhiên và 100.610 nhân khẩu
5. Tỉnh Đồng Tháp có 12 đơn vị hành chính cấp huyện gồm 09 huyện và 03 thành phố; 143 đơn vị hành chính cấp xã gồm 115 xã, 19 phường và 09 thị trấn.

## Giai đoạn 2025 - nay

### Năm 2025: Nghị quyết số 202/2025/QH15
Ngày 12 tháng 6 năm 2025, Quốc hội ban hành Nghị quyết số 202/2025/QH15 về việc sắp xếp đơn vị hành chính cấp tỉnh (nghị quyết có hiệu lực từ ngày 12 tháng 6 năm 2025). Theo đó, sáp nhập tỉnh Tiền Giang vào tỉnh Đồng Tháp.
Sau khi sáp nhập, tỉnh Đồng Tháp có 5.938,64 km² diện tích tự nhiên và quy mô dân số là 4.370.046 người.

### Năm 2025: Nghị quyết số 203/2025/QH15
Ngày 16 tháng 6 năm 2025, Quốc hội khóa XV ban hành Nghị quyết số 203/2025/QH15 về việc sửa đổi, bổ sung một số điều của Hiến pháp nước Cộng hòa xã hội chủ nghĩa Việt Nam. Theo đó, kết thúc hoạt động của đơn vị hành chính cấp huyện trong cả nước từ ngày 01 tháng 7 năm 2025.

### Năm 2025: Nghị quyết số 1663/NQ-UBTVQH15
- Nghị quyết số 1663/NQ-UBTVQH15[78] ngày 16 tháng 6 năm 2025 của Ủy ban Thường vụ Quốc hội khóa XV về việc sắp xếp các đơn vị hành chính cấp xã của tỉnh Đồng Tháp năm 2025:

Tỉnh Đồng Tháp:
1. Sắp xếp toàn bộ diện tích tự nhiên, quy mô dân số của thị trấn Sa Rài, xã Bình Phú (huyện Tân Hồng) và xã Tân Công Chí thành xã mới có tên gọi là xã Tân Hồng.
2. Sắp xếp toàn bộ diện tích tự nhiên, quy mô dân số của xã Thông Bình và xã Tân Thành A thành xã mới có tên gọi là xã Tân Thành.
3. Sắp xếp toàn bộ diện tích tự nhiên, quy mô dân số của xã Tân Thành B và xã Tân Hộ Cơ thành xã mới có tên gọi là xã Tân Hộ Cơ.
4. Sắp xếp toàn bộ diện tích tự nhiên, quy mô dân số của xã Tân Phước (huyện Tân Hồng) và xã An Phước thành xã mới có tên gọi là xã An Phước.
5. Sắp xếp toàn bộ diện tích tự nhiên, quy mô dân số của thị trấn Thường Thới Tiền, xã Thường Phước 1 và xã Thường Phước 2 thành xã mới có tên gọi là xã Thường Phước.
6. Sắp xếp toàn bộ diện tích tự nhiên, quy mô dân số của xã Long Khánh A và xã Long Khánh B thành xã mới có tên gọi là xã Long Khánh.
7. Sắp xếp toàn bộ diện tích tự nhiên, quy mô dân số của xã Long Thuận, xã Phú Thuận A và một phần diện tích tự nhiên, quy mô dân số của xã Phú Thuận B thành xã mới có tên gọi là xã Long Phú Thuận.
8. Sắp xếp toàn bộ diện tích tự nhiên, quy mô dân số của xã Phú Thành B và xã An Hòa thành xã mới có tên gọi là xã An Hòa.
9. Sắp xếp toàn bộ diện tích tự nhiên, quy mô dân số của xã Phú Đức và xã Phú Hiệp thành xã mới có tên gọi là xã Tam Nông.
10. Sắp xếp toàn bộ diện tích tự nhiên, quy mô dân số của xã Phú Thành A và xã Phú Thọ thành xã mới có tên gọi là xã Phú Thọ.
11. Sắp xếp toàn bộ diện tích tự nhiên, quy mô dân số của thị trấn Tràm Chim và xã Tân Công Sính thành xã mới có tên gọi là xã Tràm Chim.
12. Sắp xếp toàn bộ diện tích tự nhiên, quy mô dân số của xã Phú Cường (huyện Tam Nông), xã Hòa Bình và một phần diện tích tự nhiên, quy mô dân số của xã Gáo Giồng thành xã mới có tên gọi là xã Phú Cường.
13. Sắp xếp toàn bộ diện tích tự nhiên, quy mô dân số của các xã An Phong, Phú Ninh và An Long thành xã mới có tên gọi là xã An Long.
14. Sắp xếp toàn bộ diện tích tự nhiên, quy mô dân số của xã Tân Mỹ và xã Tân Phú (huyện Thanh Bình), thị trấn Thanh Bình và một phần diện tích tự nhiên, quy mô dân số của xã Tân Thạnh (huyện Thanh Bình) thành xã mới có tên gọi là xã Thanh Bình.
15. Sắp xếp toàn bộ diện tích tự nhiên, quy mô dân số của xã Phú Lợi và phần còn lại của xã Tân Thạnh (huyện Thanh Bình) sau khi sắp xếp theo quy định tại khoản 14 Điều này thành xã mới có tên gọi là xã Tân Thạnh.
16. Sắp xếp toàn bộ diện tích tự nhiên, quy mô dân số của xã Bình Thành (huyện Thanh Bình) và xã Bình Tấn thành xã mới có tên gọi là xã Bình Thành.
17. Sắp xếp toàn bộ diện tích tự nhiên, quy mô dân số của xã Tân Bình và xã Tân Hòa (huyện Thanh Bình), các xã Tân Quới, Tân Huề, Tân Long và phần còn lại của xã Phú Thuận B sau khi sắp xếp theo quy định tại khoản 7 Điều này thành xã mới có tên gọi là xã Tân Long.
18. Sắp xếp toàn bộ diện tích tự nhiên, quy mô dân số của thị trấn Mỹ An, xã Mỹ An và xã Mỹ Hòa thành xã mới có tên gọi là xã Tháp Mười.
19. Sắp xếp toàn bộ diện tích tự nhiên, quy mô dân số của xã Phú Điền và xã Thanh Mỹ thành xã mới có tên gọi là xã Thanh Mỹ.
20. Sắp xếp toàn bộ diện tích tự nhiên, quy mô dân số của các xã Láng Biển, Mỹ Đông và Mỹ Quí thành xã mới có tên gọi là xã Mỹ Quí.
21. Sắp xếp toàn bộ diện tích tự nhiên, quy mô dân số của xã Tân Kiều và xã Đốc Binh Kiều thành xã mới có tên gọi là xã Đốc Binh Kiều.
22. Sắp xếp toàn bộ diện tích tự nhiên, quy mô dân số của xã Thạnh Lợi và xã Trường Xuân thành xã mới có tên gọi là xã Trường Xuân.
23. Sắp xếp toàn bộ diện tích tự nhiên, quy mô dân số của xã Hưng Thạnh (huyện Tháp Mười) và xã Phương Thịnh thành xã mới có tên gọi là xã Phương Thịnh.
24. Sắp xếp toàn bộ diện tích tự nhiên, quy mô dân số của xã Phong Mỹ và phần còn lại của xã Gáo Giồng sau khi sắp xếp theo quy định tại khoản 12 Điều này thành xã mới có tên gọi là xã Phong Mỹ.
25. Sắp xếp toàn bộ diện tích tự nhiên, quy mô dân số của xã Phương Trà và xã Ba Sao thành xã mới có tên gọi là xã Ba Sao.
26. Sắp xếp toàn bộ diện tích tự nhiên, quy mô dân số của thị trấn Mỹ Thọ và các xã Mỹ Hội (huyện Cao Lãnh), Mỹ Xương, Mỹ Thọ thành xã mới có tên gọi là xã Mỹ Thọ.
27. Sắp xếp toàn bộ diện tích tự nhiên, quy mô dân số của các xã Tân Hội Trung, Bình Hàng Tây và Bình Hàng Trung thành xã mới có tên gọi là xã Bình Hàng Trung.
28. Sắp xếp toàn bộ diện tích tự nhiên, quy mô dân số của xã Mỹ Long và xã Bình Thạnh (huyện Cao Lãnh), xã Mỹ Hiệp thành xã mới có tên gọi là xã Mỹ Hiệp.
29. Sắp xếp toàn bộ diện tích tự nhiên, quy mô dân số của các xã Tân Mỹ (huyện Lấp Vò), Hội An Đông, Mỹ An Hưng A và Mỹ An Hưng B thành xã mới có tên gọi là xã Mỹ An Hưng.
30. Sắp xếp toàn bộ diện tích tự nhiên, quy mô dân số của các xã Long Hưng A, Long Hưng B và Tân Khánh Trung thành xã mới có tên gọi là xã Tân Khánh Trung.
31. Sắp xếp toàn bộ diện tích tự nhiên, quy mô dân số của thị trấn Lấp Vò và các xã Bình Thành (huyện Lấp Vò), Vĩnh Thạnh, Bình Thạnh Trung thành xã mới có tên gọi là xã Lấp Vò.
32. Sắp xếp toàn bộ diện tích tự nhiên, quy mô dân số của xã Tân Thành và xã Tân Phước (huyện Lai Vung), xã Định An, xã Định Yên thành xã mới có tên gọi là xã Lai Vung.
33. Sắp xếp toàn bộ diện tích tự nhiên, quy mô dân số của thị trấn Lai Vung và các xã Long Hậu, Long Thắng, Hòa Long thành xã mới có tên gọi là xã Hòa Long.
34. Sắp xếp toàn bộ diện tích tự nhiên, quy mô dân số của các xã Tân Hòa (huyện Lai Vung), Định Hòa, Vĩnh Thới và Phong Hòa thành xã mới có tên gọi là xã Phong Hòa.
35. Sắp xếp toàn bộ diện tích tự nhiên, quy mô dân số của các xã Tân Phú Đông, Hòa Thành và Tân Dương thành xã mới có tên gọi là xã Tân Dương.
36. Sắp xếp toàn bộ diện tích tự nhiên, quy mô dân số của thị trấn Cái Tàu Hạ và các xã An Phú Thuận, An Hiệp, An Nhơn, Phú Hựu thành xã mới có tên gọi là xã Phú Hựu.
37. Sắp xếp toàn bộ diện tích tự nhiên, quy mô dân số của các xã Hòa Tân, An Khánh và Tân Nhuận Đông thành xã mới có tên gọi là xã Tân Nhuận Đông.
38. Sắp xếp toàn bộ diện tích tự nhiên, quy mô dân số của xã Tân Bình và xã Tân Phú (huyện Châu Thành), xã Phú Long, xã Tân Phú Trung thành xã mới có tên gọi là xã Tân Phú Trung.
39. Sắp xếp toàn bộ diện tích tự nhiên, quy mô dân số của xã Tân Hội và xã Tân Phú (thị xã Cai Lậy), xã Mỹ Hạnh Đông thành xã mới có tên gọi là xã Tân Phú.
40. Sắp xếp toàn bộ diện tích tự nhiên, quy mô dân số của các xã Tân Thanh, Tân Hưng và An Thái Trung thành xã mới có tên gọi là xã Thanh Hưng.
41. Sắp xếp toàn bộ diện tích tự nhiên, quy mô dân số của các xã Hòa Hưng, Mỹ Lương và An Hữu thành xã mới có tên gọi là xã An Hữu.
42. Sắp xếp toàn bộ diện tích tự nhiên, quy mô dân số của các xã An Thái Đông, Mỹ Lợi A và Mỹ Lợi B thành xã mới có tên gọi là xã Mỹ Lợi.
43. Sắp xếp toàn bộ diện tích tự nhiên, quy mô dân số của các xã Thiện Trí, Mỹ Đức Đông và Mỹ Đức Tây thành xã mới có tên gọi là xã Mỹ Đức Tây.
44. Sắp xếp toàn bộ diện tích tự nhiên, quy mô dân số của các xã Mỹ Tân (huyện Cái Bè), Mỹ Trung và Thiện Trung thành xã mới có tên gọi là xã Mỹ Thiện.
45. Sắp xếp toàn bộ diện tích tự nhiên, quy mô dân số của các xã Hậu Mỹ Bắc A, Hậu Mỹ Bắc B và Hậu Mỹ Trinh thành xã mới có tên gọi là xã Hậu Mỹ.
46. Sắp xếp toàn bộ diện tích tự nhiên, quy mô dân số của các xã Mỹ Hội (huyện Cái Bè), An Cư, Hậu Thành và Hậu Mỹ Phú thành xã mới có tên gọi là xã Hội Cư.
47. Sắp xếp toàn bộ diện tích tự nhiên, quy mô dân số của thị trấn Cái Bè, xã Đông Hòa Hiệp và xã Hòa Khánh thành xã mới có tên gọi là xã Cái Bè.
48. Sắp xếp toàn bộ diện tích tự nhiên, quy mô dân số của các xã Phú Nhuận, Mỹ Thành Bắc và Mỹ Thành Nam thành xã mới có tên gọi là xã Mỹ Thành.
49. Sắp xếp toàn bộ diện tích tự nhiên, quy mô dân số của xã Phú Cường (huyện Cai Lậy) và xã Thạnh Lộc thành xã mới có tên gọi là xã Thạnh Phú.
50. Sắp xếp toàn bộ diện tích tự nhiên, quy mô dân số của thị trấn Bình Phú, xã Phú An và xã Cẩm Sơn thành xã mới có tên gọi là xã Bình Phú.
51. Sắp xếp toàn bộ diện tích tự nhiên, quy mô dân số của các xã Tân Phong, Hội Xuân và Hiệp Đức thành xã mới có tên gọi là xã Hiệp Đức.
52. Sắp xếp toàn bộ diện tích tự nhiên, quy mô dân số của các xã Mỹ Long (huyện Cai Lậy), Long Trung và Long Tiên thành xã mới có tên gọi là xã Long Tiên.
53. Sắp xếp toàn bộ diện tích tự nhiên, quy mô dân số của xã Tam Bình và xã Ngũ Hiệp thành xã mới có tên gọi là xã Ngũ Hiệp.
54. Sắp xếp toàn bộ diện tích tự nhiên, quy mô dân số của thị trấn Mỹ Phước, xã Thạnh Mỹ và xã Tân Hòa Đông thành xã mới có tên gọi là xã Tân Phước 1.
55. Sắp xếp toàn bộ diện tích tự nhiên, quy mô dân số của các xã Thạnh Tân, Thạnh Hòa và Tân Hòa Tây thành xã mới có tên gọi là xã Tân Phước 2.
56. Sắp xếp toàn bộ diện tích tự nhiên, quy mô dân số của các xã Phước Lập, Tân Lập 1 và Tân Lập 2 thành xã mới có tên gọi là xã Tân Phước 3.
57. Sắp xếp toàn bộ diện tích tự nhiên, quy mô dân số của các xã Hưng Thạnh (huyện Tân Phước), Phú Mỹ và Tân Hòa Thành thành xã mới có tên gọi là xã Hưng Thạnh.
58. Sắp xếp toàn bộ diện tích tự nhiên, quy mô dân số của các xã Tân Lý Đông, Tân Hội Đông và Tân Hương thành xã mới có tên gọi là xã Tân Hương.
59. Sắp xếp toàn bộ diện tích tự nhiên, quy mô dân số của thị trấn Tân Hiệp, xã Thân Cửu Nghĩa và xã Long An thành xã mới có tên gọi là xã Châu Thành.
60. Sắp xếp toàn bộ diện tích tự nhiên, quy mô dân số của các xã Tam Hiệp, Thạnh Phú và Long Hưng thành xã mới có tên gọi là xã Long Hưng.
61. Sắp xếp toàn bộ diện tích tự nhiên, quy mô dân số của các xã Nhị Bình, Đông Hòa và Long Định thành xã mới có tên gọi là xã Long Định.
62. Sắp xếp toàn bộ diện tích tự nhiên, quy mô dân số của xã Điềm Hy và xã Bình Trưng thành xã mới có tên gọi là xã Bình Trưng.
63. Sắp xếp toàn bộ diện tích tự nhiên, quy mô dân số của các xã Phú Phong, Bàn Long và Vĩnh Kim thành xã mới có tên gọi là xã Vĩnh Kim.
64. Sắp xếp toàn bộ diện tích tự nhiên, quy mô dân số của các xã Song Thuận, Bình Đức và Kim Sơn thành xã mới có tên gọi là xã Kim Sơn.
65. Sắp xếp toàn bộ diện tích tự nhiên, quy mô dân số của các xã Trung Hòa, Hòa Tịnh, Tân Bình Thạnh và Mỹ Tịnh An thành xã mới có tên gọi là xã Mỹ Tịnh An.
66. Sắp xếp toàn bộ diện tích tự nhiên, quy mô dân số của các xã Thanh Bình, Phú Kiết và Lương Hòa Lạc thành xã mới có tên gọi là xã Lương Hòa Lạc.
67. Sắp xếp toàn bộ diện tích tự nhiên, quy mô dân số của các xã Đăng Hưng Phước, Quơn Long và Tân Thuận Bình thành xã mới có tên gọi là xã Tân Thuận Bình.
68. Sắp xếp toàn bộ diện tích tự nhiên, quy mô dân số của thị trấn Chợ Gạo, xã Long Bình Điền và xã Song Bình thành xã mới có tên gọi là xã Chợ Gạo.
69. Sắp xếp toàn bộ diện tích tự nhiên, quy mô dân số của các xã Bình Phan, Bình Phục Nhứt và An Thạnh Thủy thành xã mới có tên gọi là xã An Thạnh Thủy.
70. Sắp xếp toàn bộ diện tích tự nhiên, quy mô dân số của các xã Xuân Đông, Hòa Định và Bình Ninh thành xã mới có tên gọi là xã Bình Ninh.
71. Sắp xếp toàn bộ diện tích tự nhiên, quy mô dân số của thị trấn Vĩnh Bình, xã Thạnh Nhựt và xã Thạnh Trị thành xã mới có tên gọi là xã Vĩnh Bình.
72. Sắp xếp toàn bộ diện tích tự nhiên, quy mô dân số của các xã Bình Nhì, Đồng Thạnh và Đồng Sơn thành xã mới có tên gọi là xã Đồng Sơn.
73. Sắp xếp toàn bộ diện tích tự nhiên, quy mô dân số của các xã Bình Phú (huyện Gò Công Tây), Thành Công và Yên Luông thành xã mới có tên gọi là xã Phú Thành.
74. Sắp xếp toàn bộ diện tích tự nhiên, quy mô dân số của xã Bình Tân và xã Long Bình thành xã mới có tên gọi là xã Long Bình.
75. Sắp xếp toàn bộ diện tích tự nhiên, quy mô dân số của xã Long Vĩnh và xã Vĩnh Hựu thành xã mới có tên gọi là xã Vĩnh Hựu.
76. Sắp xếp toàn bộ diện tích tự nhiên, quy mô dân số của xã Tân Thành (huyện Gò Công Đông) và xã Tăng Hòa thành xã mới có tên gọi là xã Gò Công Đông.
77. Sắp xếp toàn bộ diện tích tự nhiên, quy mô dân số của xã Bình Ân và xã Tân Điền thành xã mới có tên gọi là xã Tân Điền.
78. Sắp xếp toàn bộ diện tích tự nhiên, quy mô dân số của thị trấn Tân Hòa, xã Phước Trung và xã Bình Nghị thành xã mới có tên gọi là xã Tân Hòa.
79. Sắp xếp toàn bộ diện tích tự nhiên, quy mô dân số của các xã Tân Phước (huyện Gò Công Đông), Tân Tây và Tân Đông thành xã mới có tên gọi là xã Tân Đông.
80. Sắp xếp toàn bộ diện tích tự nhiên, quy mô dân số của thị trấn Vàm Láng, xã Kiểng Phước và xã Gia Thuận thành xã mới có tên gọi là xã Gia Thuận.
81. Sắp xếp toàn bộ diện tích tự nhiên, quy mô dân số của xã Tân Phú và xã Tân Thạnh (huyện Tân Phú Đông), xã Tân Thới thành xã mới có tên gọi là xã Tân Thới.
82. Sắp xếp toàn bộ diện tích tự nhiên, quy mô dân số của các xã Phú Thạnh, Phú Đông và Phú Tân thành xã mới có tên gọi là xã Tân Phú Đông.
83. Sắp xếp toàn bộ diện tích tự nhiên, quy mô dân số của Phường 1 và Phường 2 (thành phố Mỹ Tho), phường Tân Long thành phường mới có tên gọi là phường Mỹ Tho.
84. Sắp xếp toàn bộ diện tích tự nhiên, quy mô dân số của Phường 4 và Phường 5 (thành phố Mỹ Tho), xã Đạo Thạnh thành phường mới có tên gọi là phường Đạo Thạnh.
85. Sắp xếp toàn bộ diện tích tự nhiên, quy mô dân số của Phường 9 (thành phố Mỹ Tho), xã Tân Mỹ Chánh và xã Mỹ Phong thành phường mới có tên gọi là phường Mỹ Phong.
86. Sắp xếp toàn bộ diện tích tự nhiên, quy mô dân số của Phường 6 (thành phố Mỹ Tho) và xã Thới Sơn thành phường mới có tên gọi là phường Thới Sơn.
87. Sắp xếp toàn bộ diện tích tự nhiên, quy mô dân số của Phường 10, xã Phước Thạnh và xã Trung An thành phường mới có tên gọi là phường Trung An.
88. Sắp xếp toàn bộ diện tích tự nhiên, quy mô dân số của Phường 1 và Phường 5 (thành phố Gò Công), phường Long Hòa thành phường mới có tên gọi là phường Gò Công.
89. Sắp xếp toàn bộ diện tích tự nhiên, quy mô dân số của Phường 2 (thành phố Gò Công) và phường Long Thuận thành phường mới có tên gọi là phường Long Thuận.
90. Sắp xếp toàn bộ diện tích tự nhiên, quy mô dân số của phường Long Chánh và xã Bình Xuân thành phường mới có tên gọi là phường Bình Xuân.
91. Sắp xếp toàn bộ diện tích tự nhiên, quy mô dân số của phường Long Hưng, xã Tân Trung và xã Bình Đông thành phường mới có tên gọi là phường Sơn Qui.
92. Sắp xếp toàn bộ diện tích tự nhiên, quy mô dân số của các phường An Lộc, An Bình A và An Bình B thành phường mới có tên gọi là phường An Bình.
93. Sắp xếp toàn bộ diện tích tự nhiên, quy mô dân số của phường An Thạnh, xã Bình Thạnh và xã Tân Hội (thành phố Hồng Ngự) thành phường mới có tên gọi là phường Hồng Ngự.
94. Sắp xếp toàn bộ diện tích tự nhiên, quy mô dân số của phường An Lạc, xã Thường Thới Hậu A và xã Thường Lạc thành phường mới có tên gọi là phường Thường Lạc.
95. Sắp xếp toàn bộ diện tích tự nhiên, quy mô dân số của Phường 1, Phường 3, Phường 4 và Phường 6 (thành phố Cao Lãnh), phường Hòa Thuận, các xã Hòa An, Tịnh Thới, Tân Thuận Tây, Tân Thuận Đông thành phường mới có tên gọi là phường Cao Lãnh.
96. Sắp xếp toàn bộ diện tích tự nhiên, quy mô dân số của phường Mỹ Ngãi, xã Mỹ Tân (thành phố Cao Lãnh) và xã Tân Nghĩa thành phường mới có tên gọi là phường Mỹ Ngãi.
97. Sắp xếp toàn bộ diện tích tự nhiên, quy mô dân số của phường Mỹ Phú và các xã Nhị Mỹ, An Bình, Mỹ Trà thành phường mới có tên gọi là phường Mỹ Trà.
98. Sắp xếp toàn bộ diện tích tự nhiên, quy mô dân số của Phường 1, Phường 2, Phường 3 và Phường 4 (thành phố Sa Đéc), phường An Hòa, phường Tân Quy Đông, xã Tân Khánh Đông, xã Tân Quy Tây thành phường mới có tên gọi là phường Sa Đéc.
99. Sắp xếp toàn bộ diện tích tự nhiên, quy mô dân số của Phường 1 và Phường 3 (thị xã Cai Lậy), xã Mỹ Hạnh Trung, xã Mỹ Phước Tây thành phường mới có tên gọi là phường Mỹ Phước Tây.
100. Sắp xếp toàn bộ diện tích tự nhiên, quy mô dân số của Phường 2 và xã Tân Bình (thị xã Cai Lậy), xã Thanh Hòa thành phường mới có tên gọi là phường Thanh Hòa.
101. Sắp xếp toàn bộ diện tích tự nhiên, quy mô dân số của Phường 4 và Phường 5 (thị xã Cai Lậy), xã Long Khánh thành phường mới có tên gọi là phường Cai Lậy.
102. Sắp xếp toàn bộ diện tích tự nhiên, quy mô dân số của phường Nhị Mỹ, xã Phú Quý và xã Nhị Quý thành phường mới có tên gọi là phường Nhị Quý.
103. Sau khi sắp xếp, tỉnh Đồng Tháp có 102 đơn vị hành chính cấp xã, gồm 82 xã và 20 phường.